# Elizabeth Cushman Titus Putnam
Elizabeth Cushman Titus Putnam (Sands Point, 1933) es una conservacionista estadounidense y fundadora de la Student Conservation Association.

## Trayectoria
Putnam se graduó en Miss Porter's School en 1952 y en Vassar College en 1955. Como estudiante en la universidad en la década de 1950, Putnam admiraba el patrimonio natural de los parques nacionales de Estados Unidos, pero le preocupaba que los recursos financieros federales fueran limitados e impidieran el mantenimiento adecuado de los parques vírgenes.
En 1955, Putnam escribió su tesis titulada "A Proposed Student Conservation Corps" (Una propuesta de grupo estudiantil de conservación). La idea, inspirada en el programa estatal del Cuerpo Civil de Conservación (1933–42), consistía en quitarle al Servicio de Parques Nacionales la carga de los trabajos que requerían mucha mano de obra, como la recaudación de las entradas o el trabajo en los senderos, y pasársela al grupo de estudiantes propuesto.
Después de fundar la Student Conservation Association en 1957, Putnam fue su presidenta hasta su jubilación en 1990.
Actualmente reside en Shaftsbury, Vermont.

## Reconocimientos
Putnam ha recibido muchos premios y reconocimientos a lo largo de su vida en reconocimiento a su lucha de conservación por el medio ambiente:
- 1966 – Premio Margaret Douglas otorgado por la organización Garden Club of America.[8]
- 1971 – Premio de honor al servicio de la organización Arizona Federated Garden Clubs.[8]
- 1974 – Premio de honor al servicio del Departamento del Interior de los Estados Unidos.[8]
- 1980 – Premio a los logros en conservación otorgado por la organización Garden Club of America.[8]
- 1982 – Premio 25º Aniversario de la Student Conservation Association.[8]
- 1982 – Premio a la Acción Voluntaria del Presidente otorgado por Ronald Reagan.[8]
- 2010 – Putnam ganó el segundo premio civil más alto, la Medalla Presidencial del Ciudadano, la primera conservacionista en ganar el honor.[9]
- 2011 – La legislatura de Vermont aprobó la ley R-107 para honrar a Putnam.[3]
- 2012 – El premio a la trayectoria de una vida otorgado por la organizaciónThe Corps Network.[8]
- 2014 – Doctora en Humanidades, College of Wooster.[8]
- 2015 – Premio al liderazgo otorgado por la New York State Outdoor Education Association.[8]
- 2016 – Premio Robert Marshall otorgado por la organización The Wilderness Society.[8]
- 2018 – Vassar y el capítulo de Hudson Valley de la Student Conservation Association (SCA) plantaron un árbol en su honor en la Reserva Ecológica Vassar de 415 acres.[10]

## Galería
Galería de fotos de la Asociación de Conservación de Estudiantes fundada por Putnam en 1957.

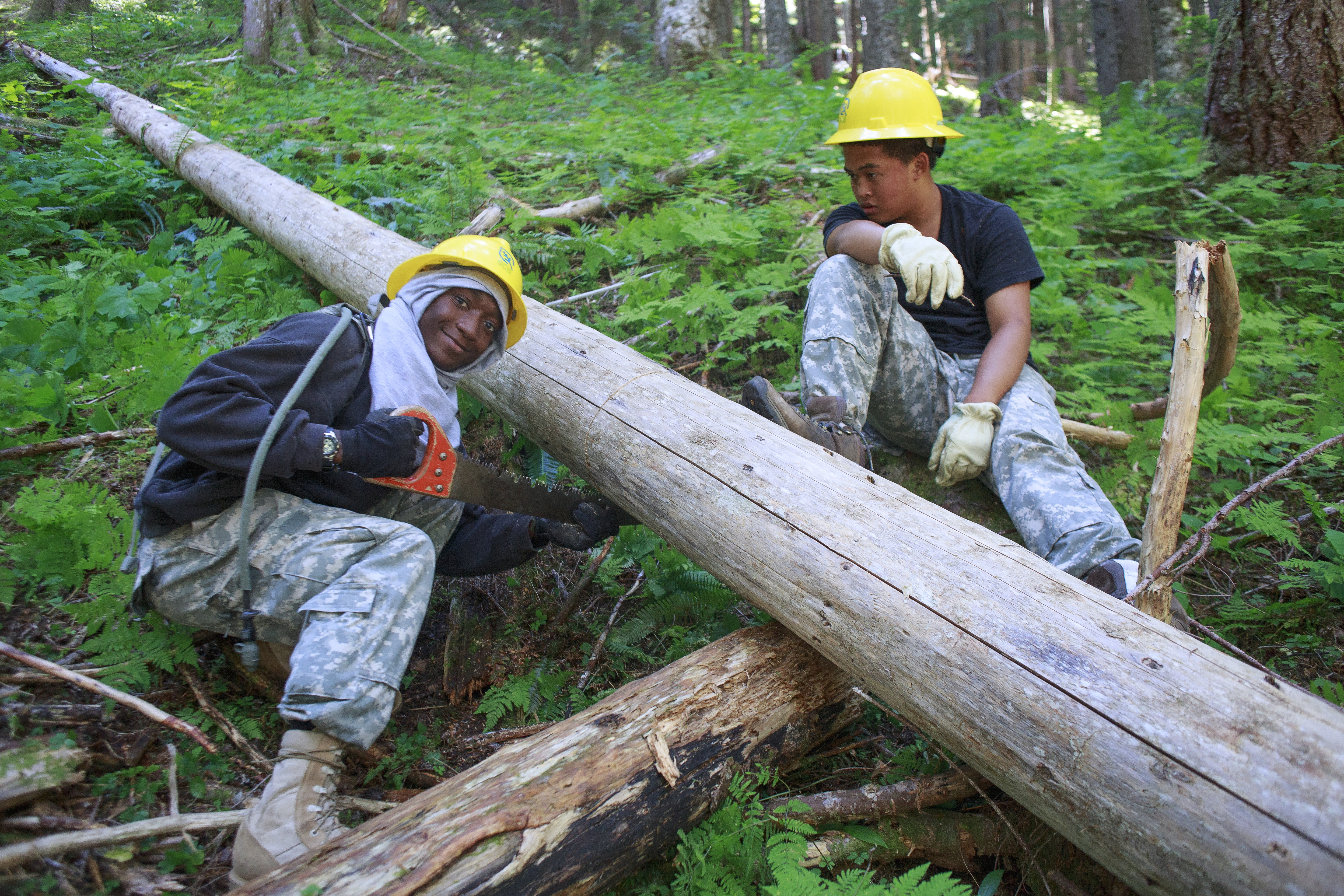
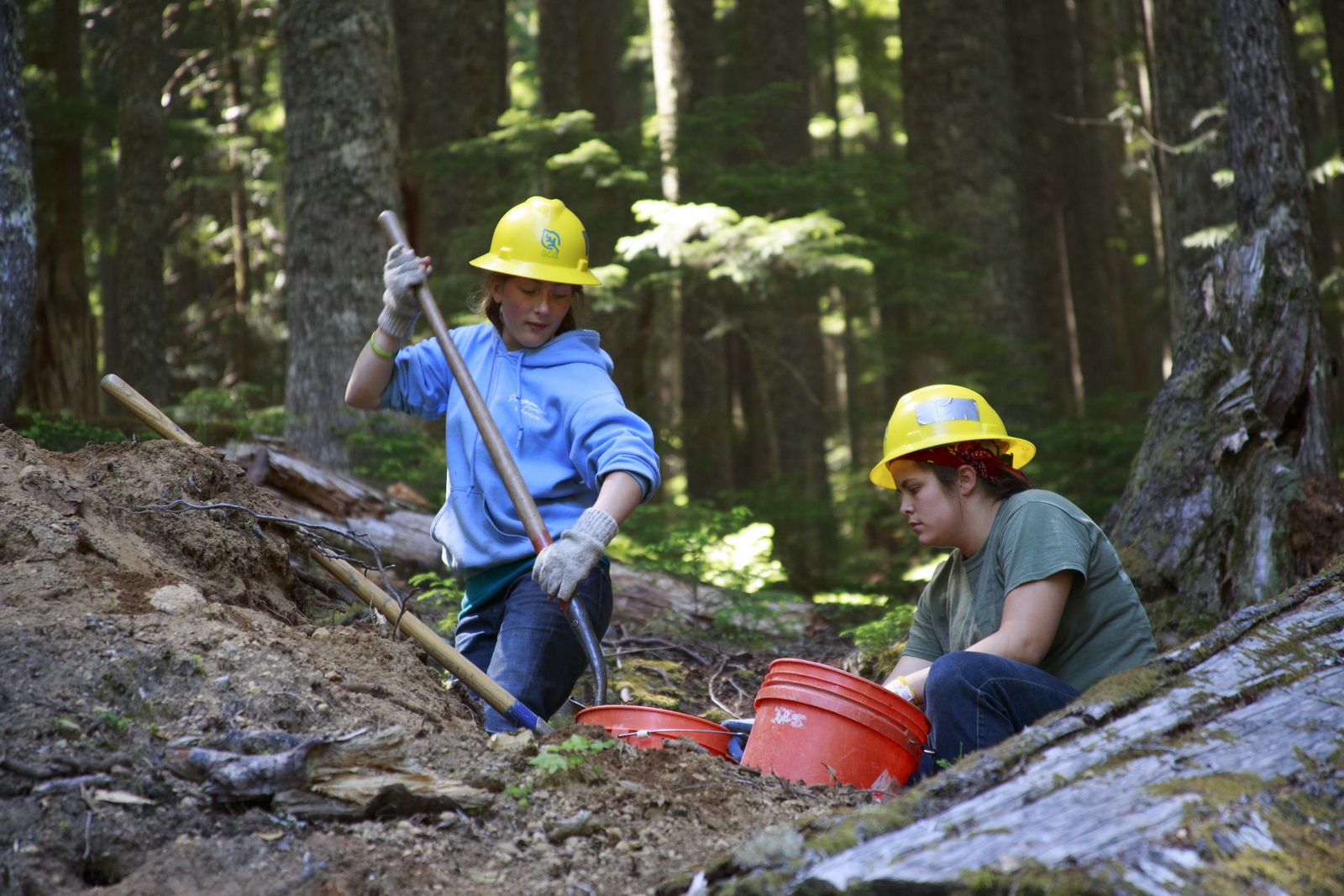
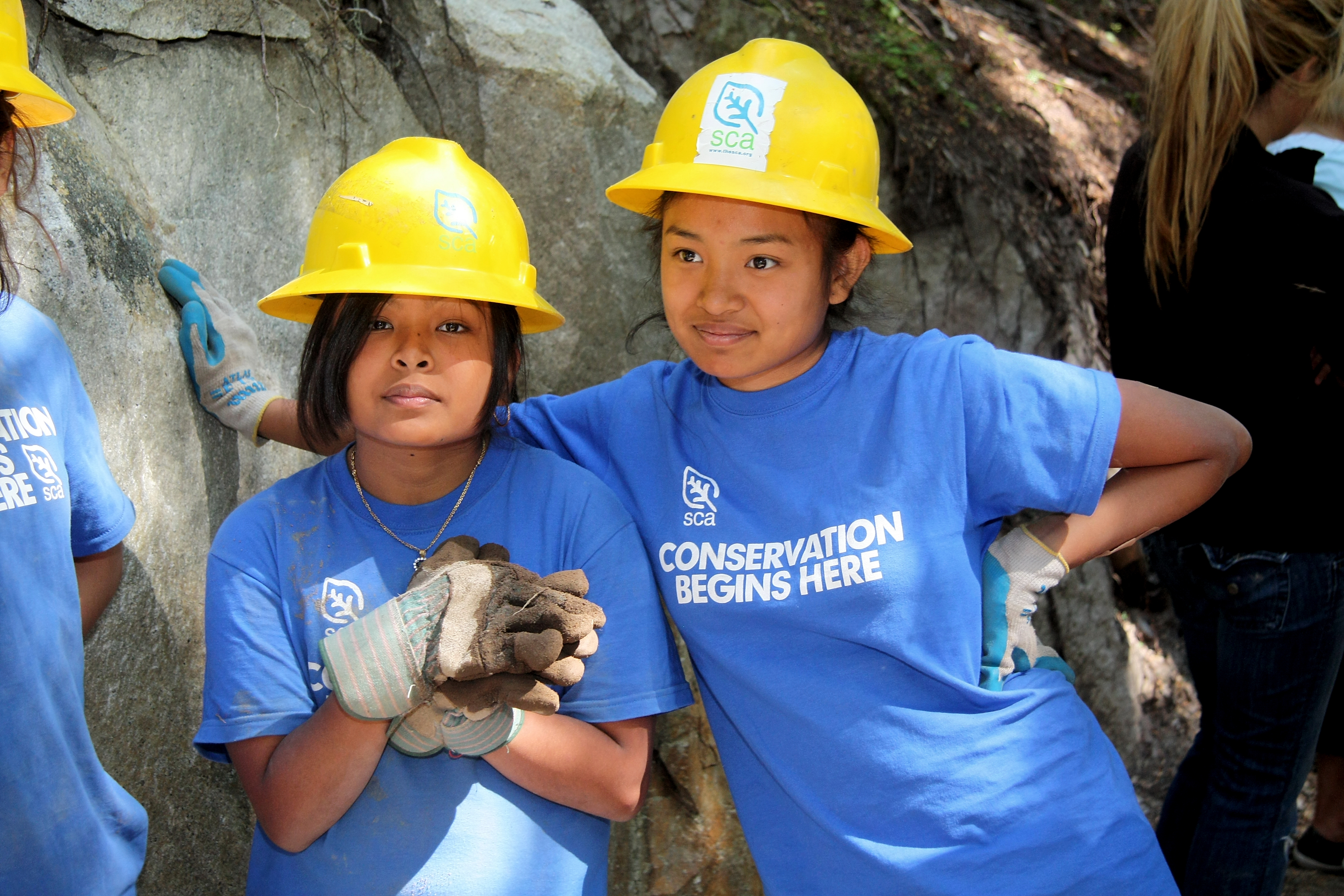
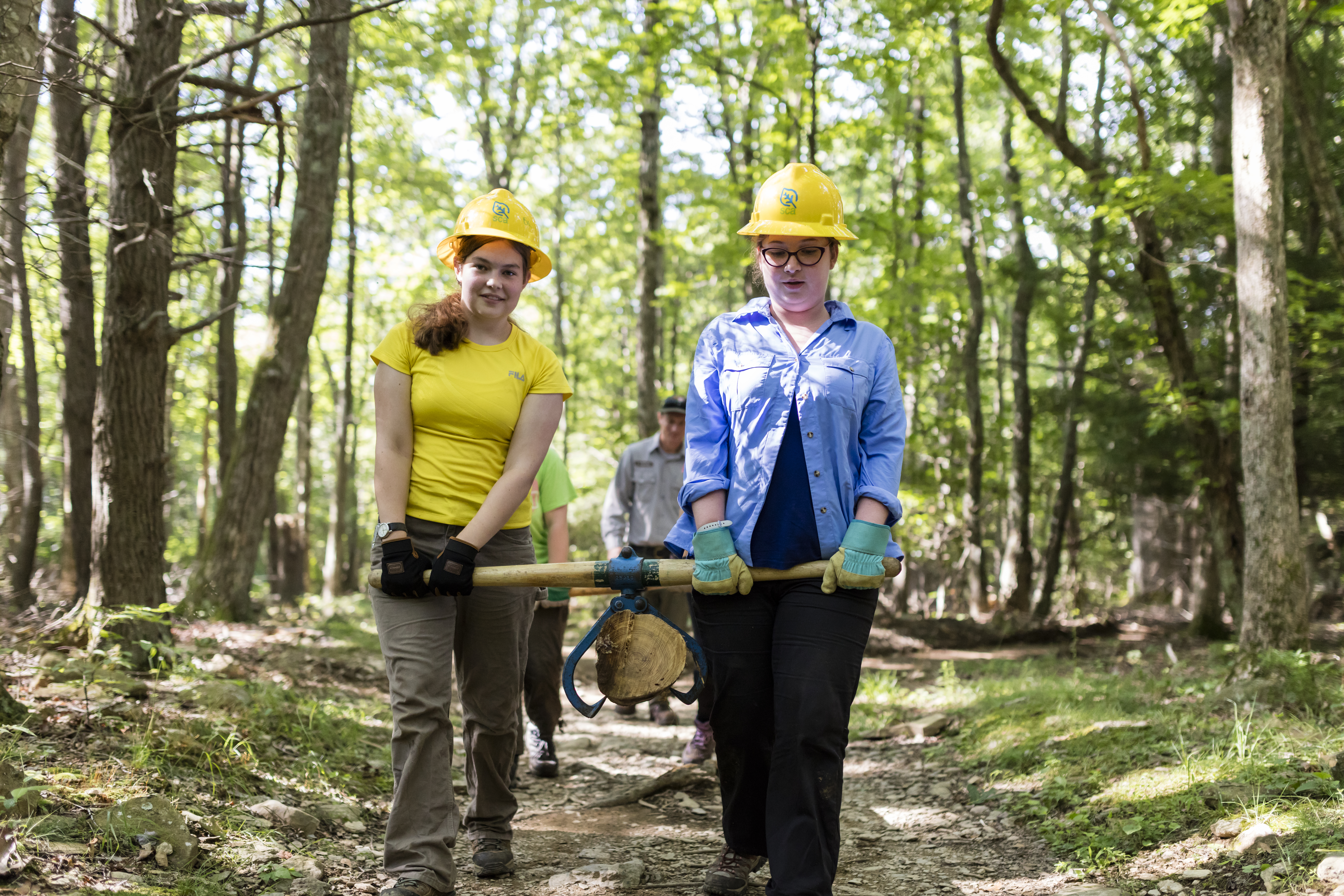
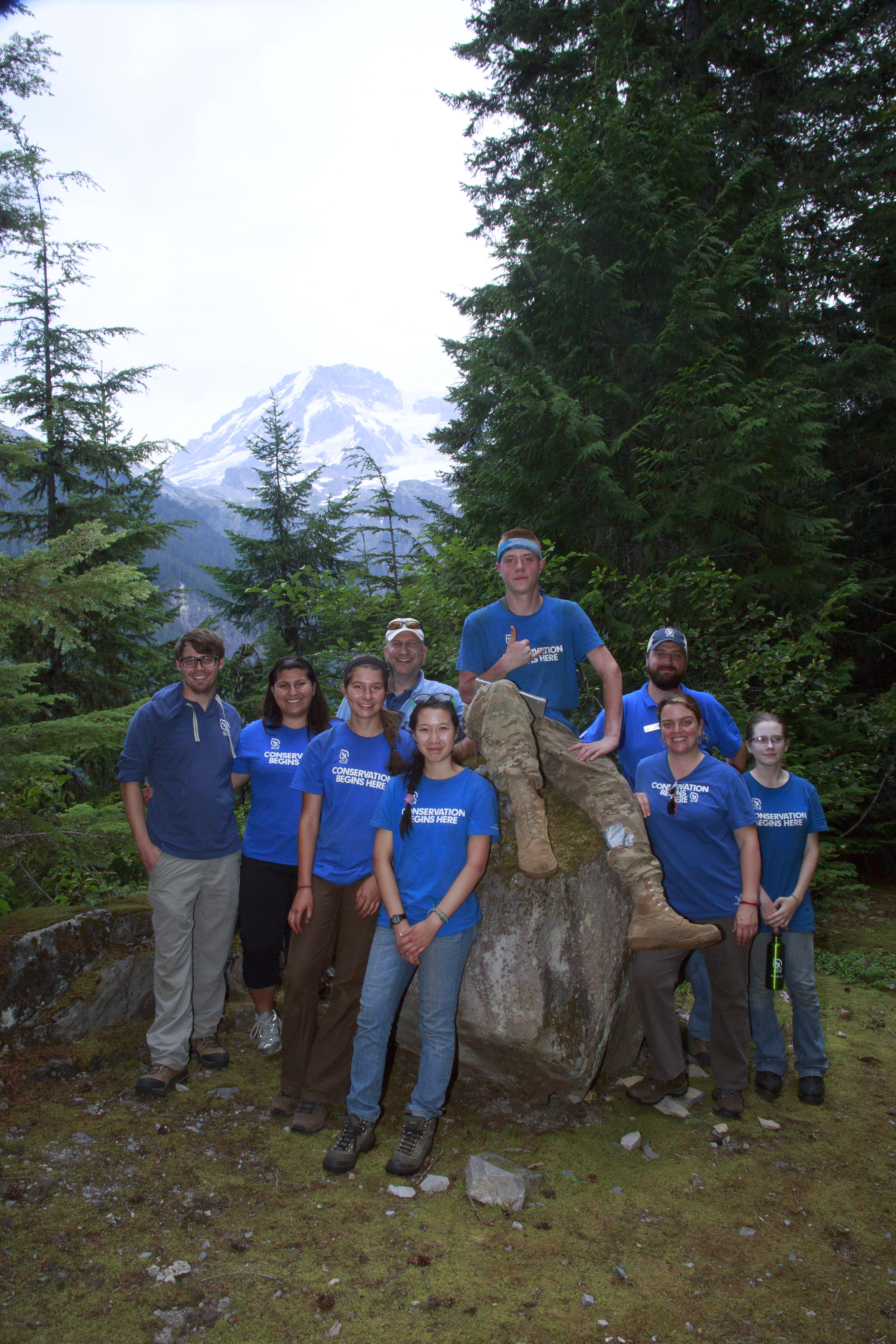
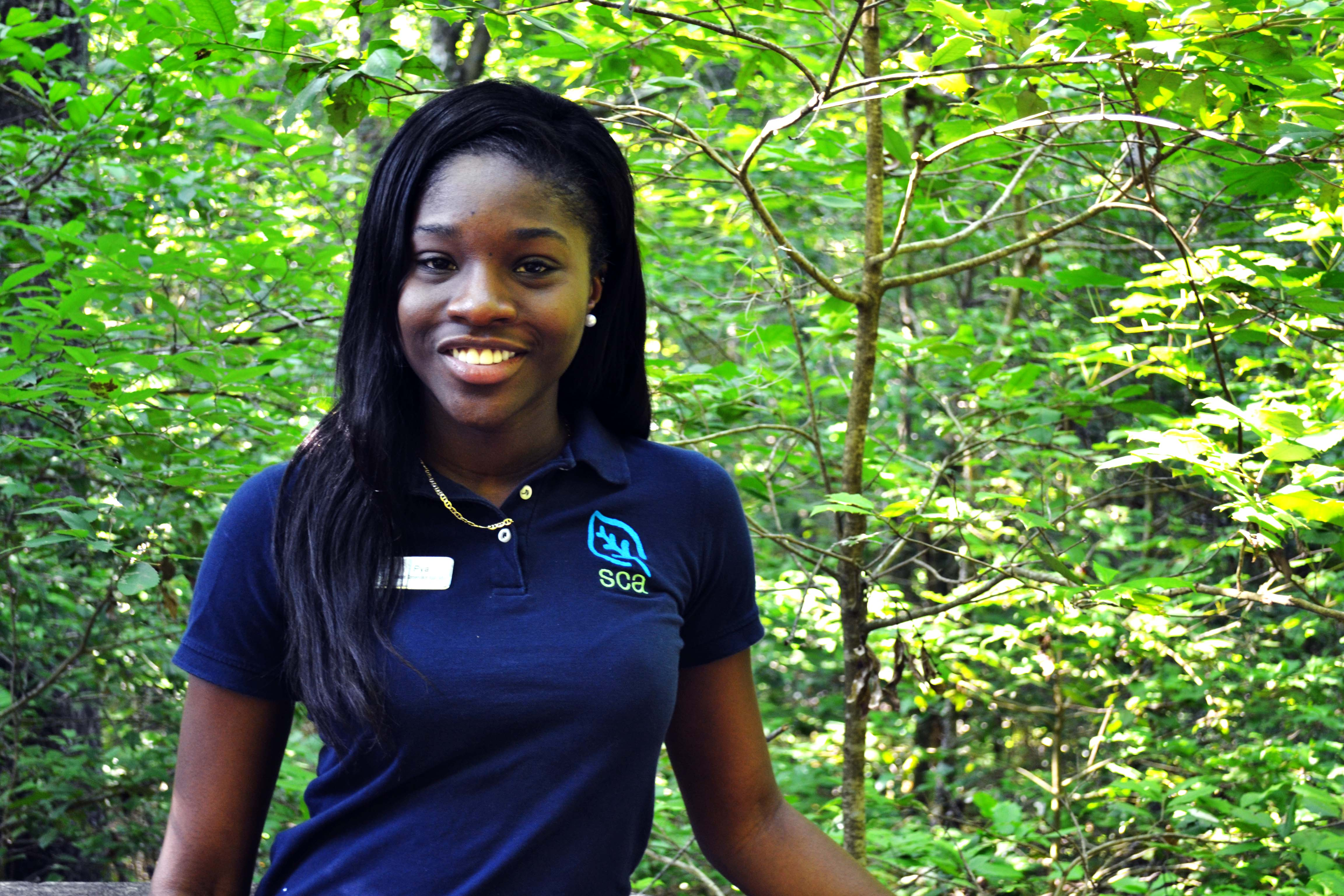
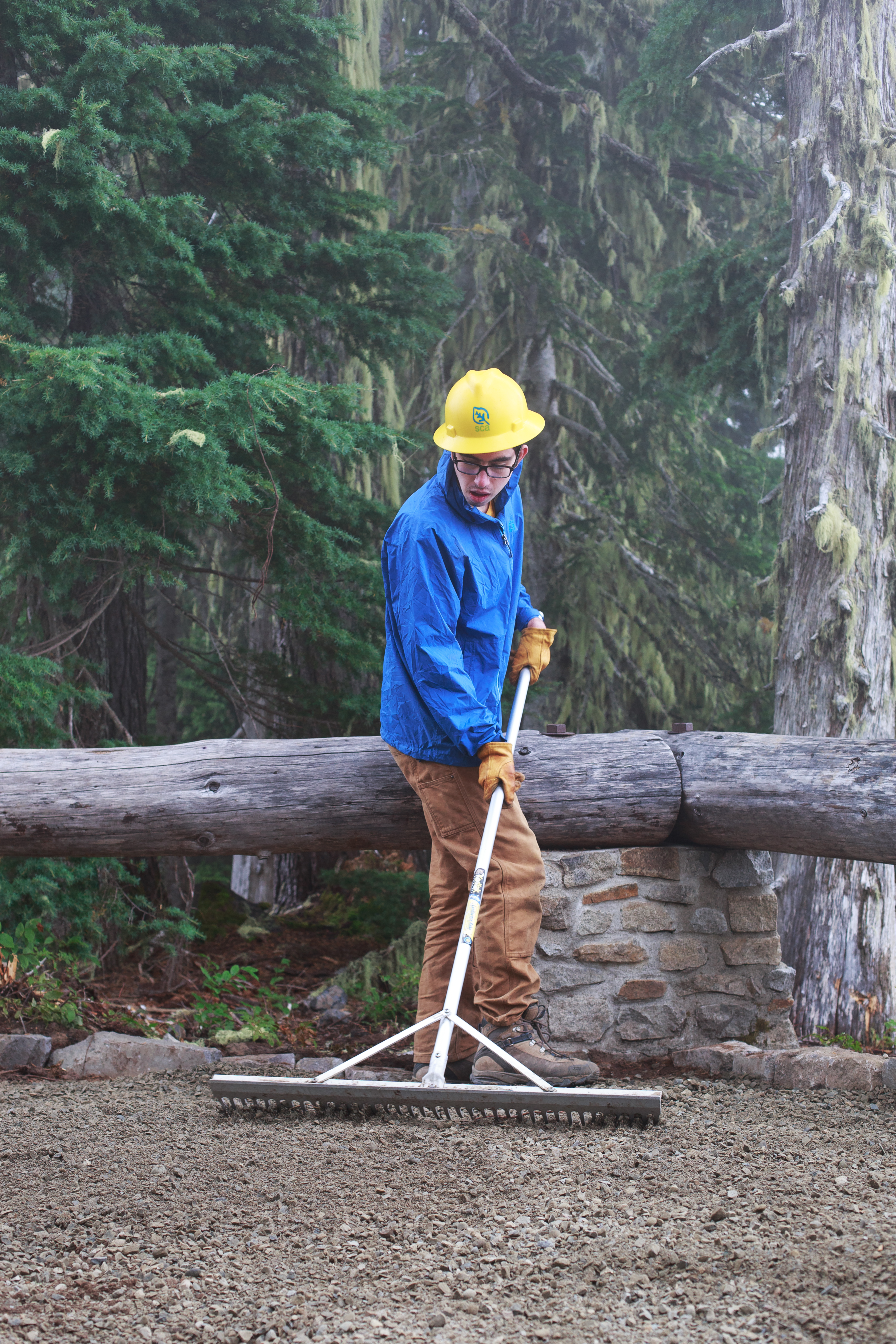
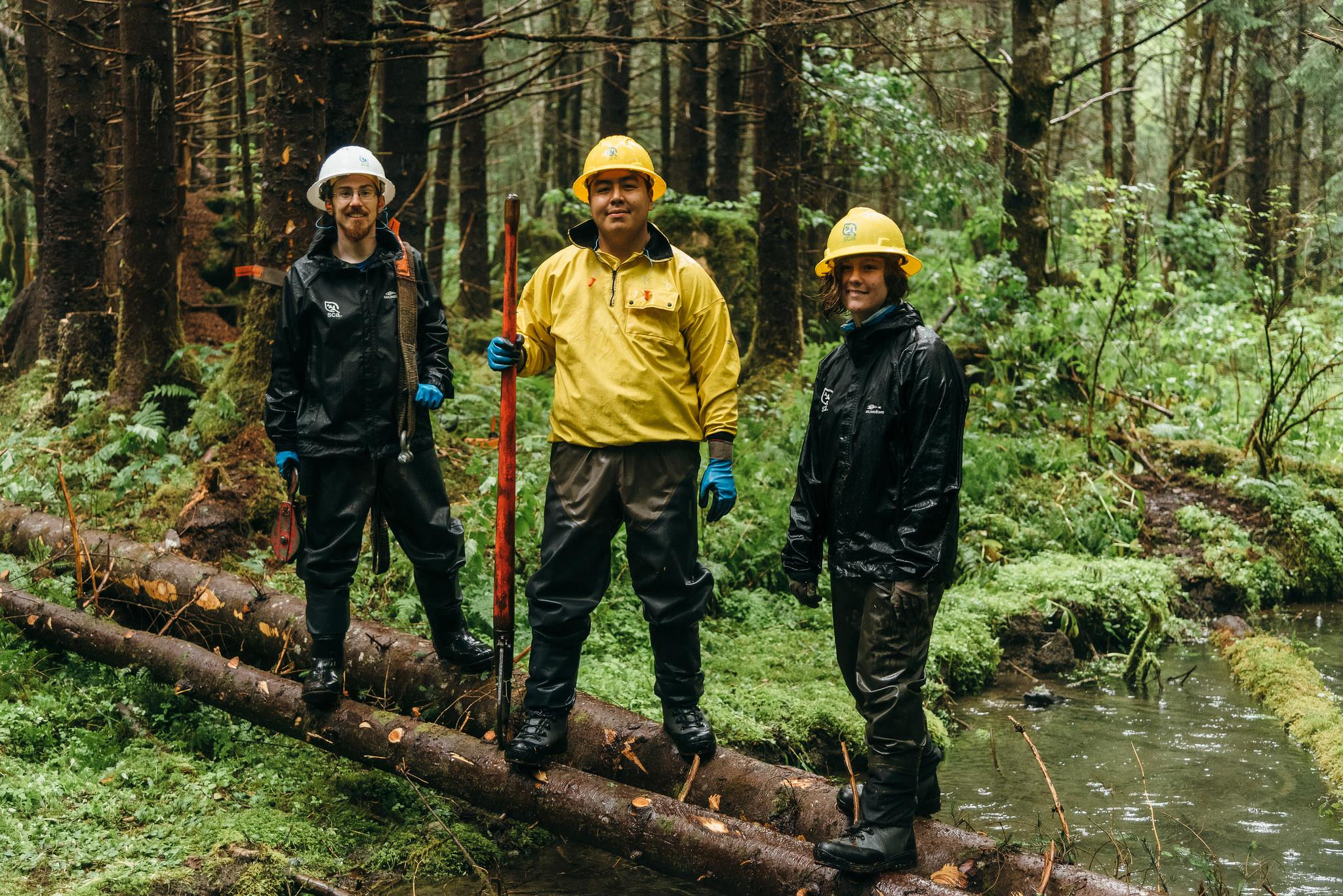
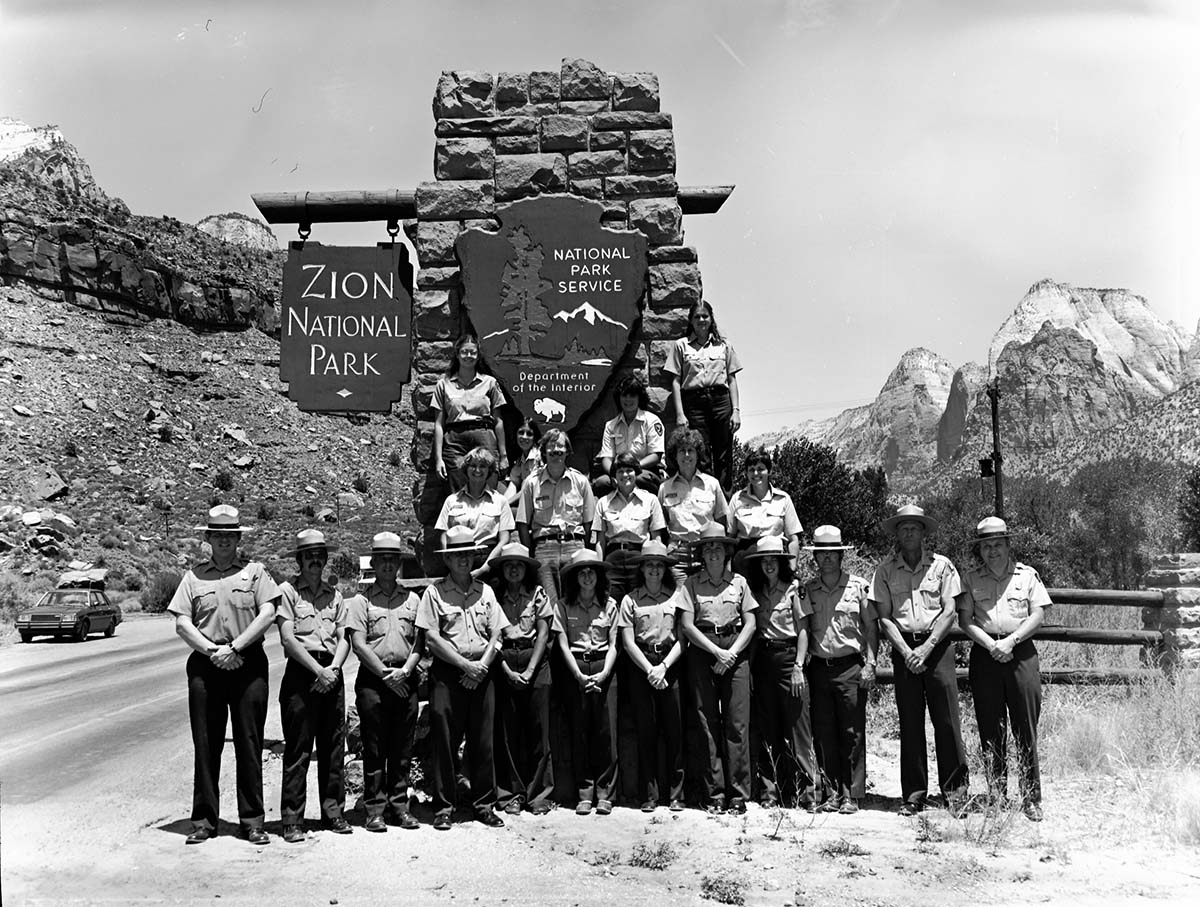
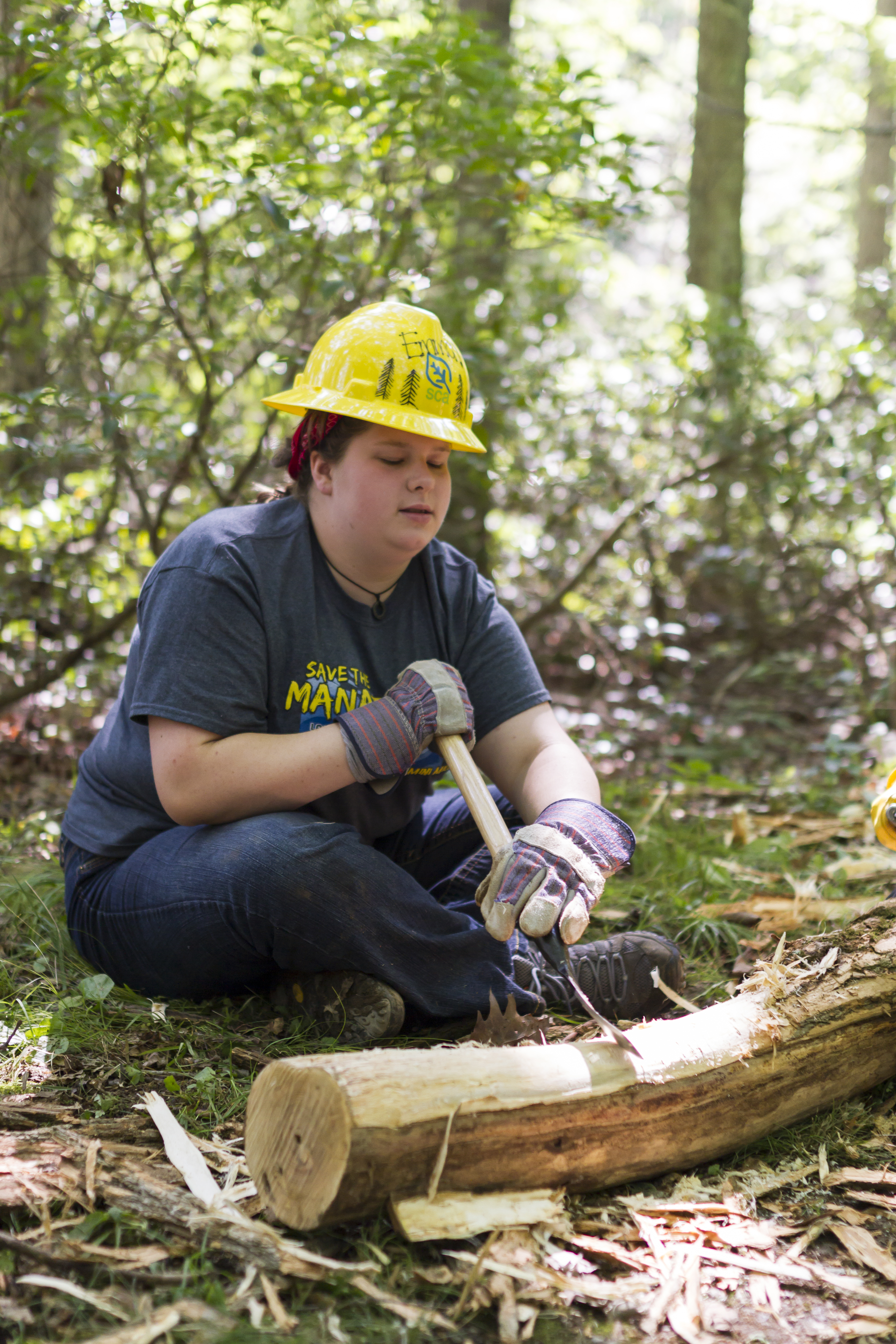
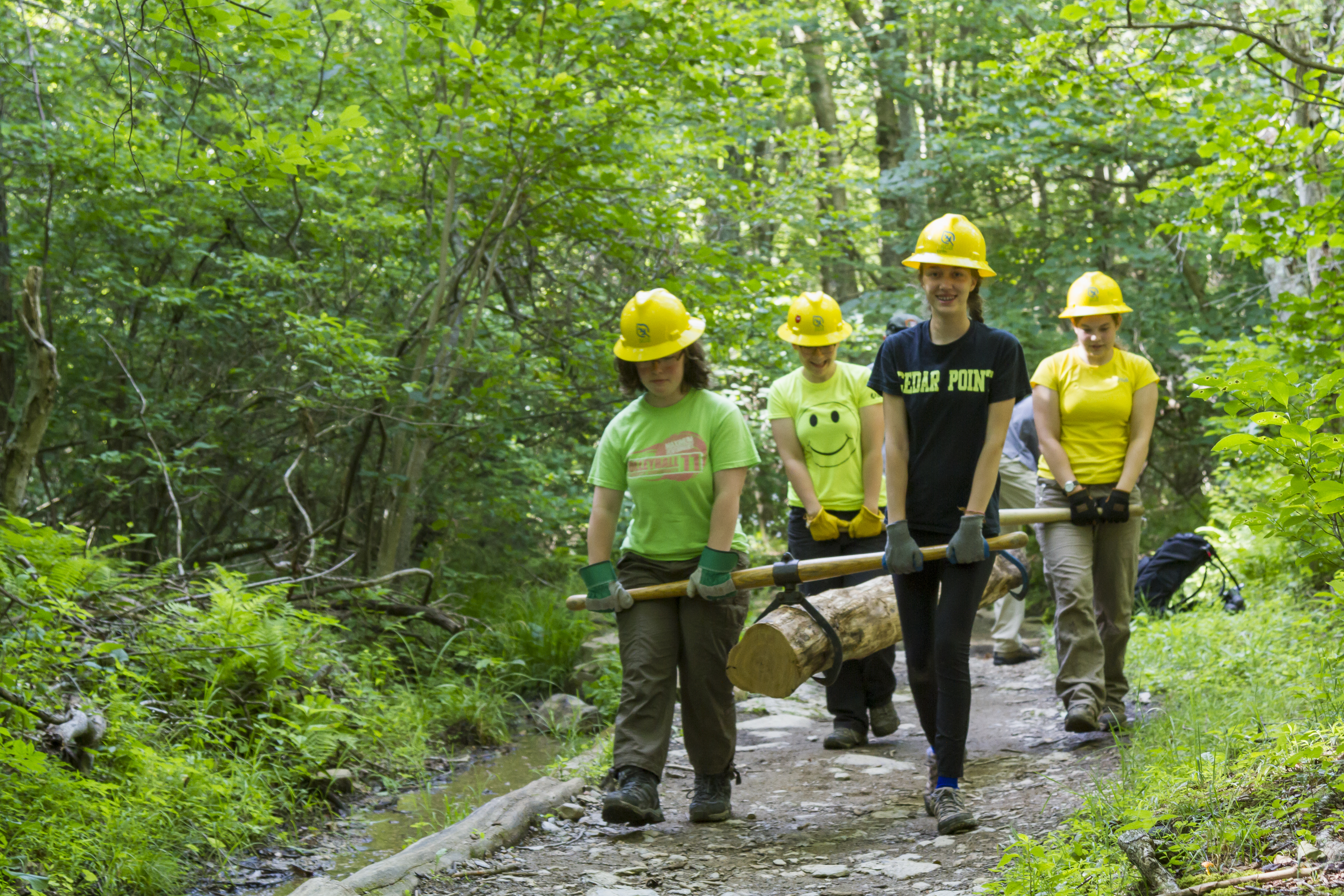
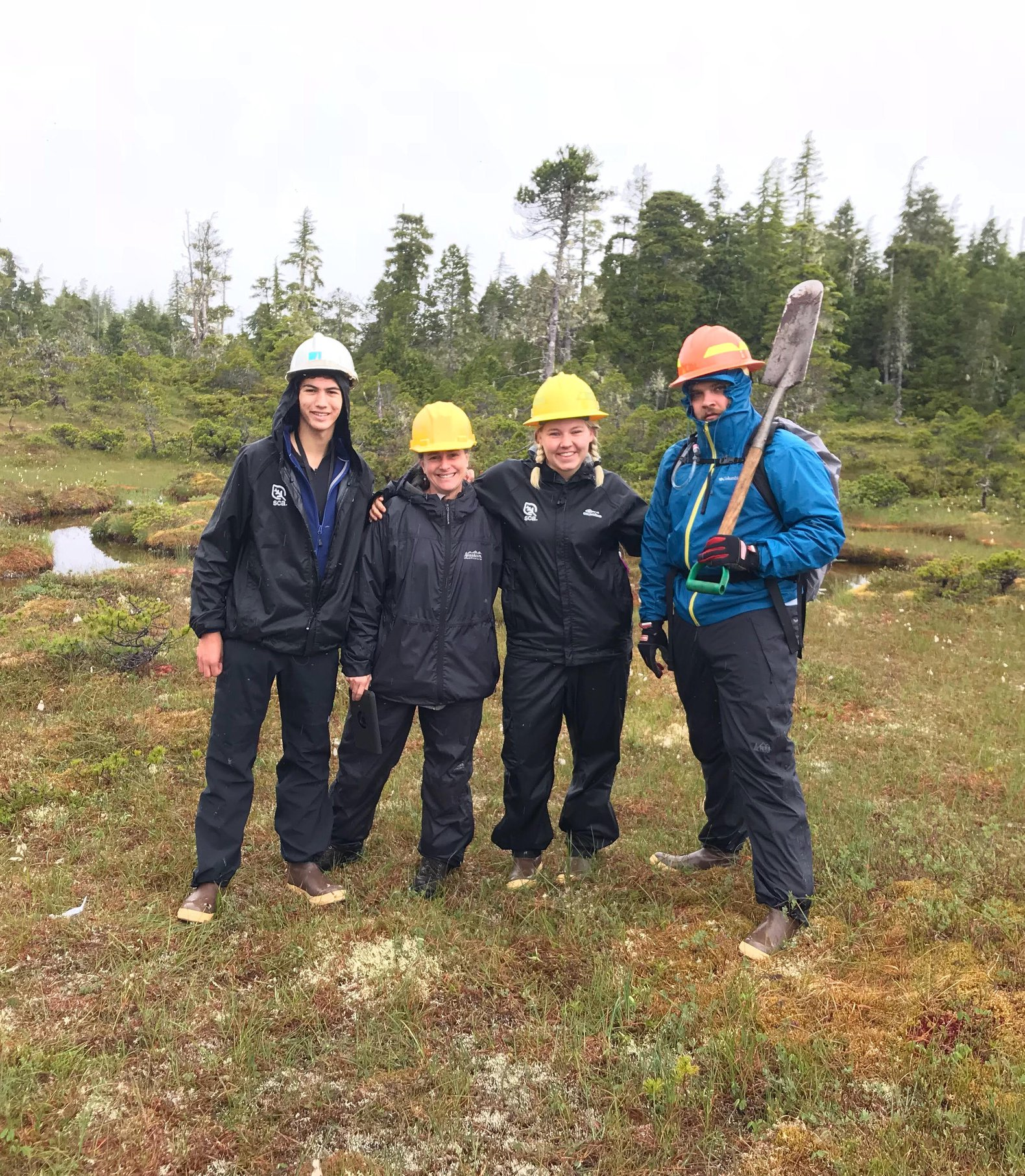
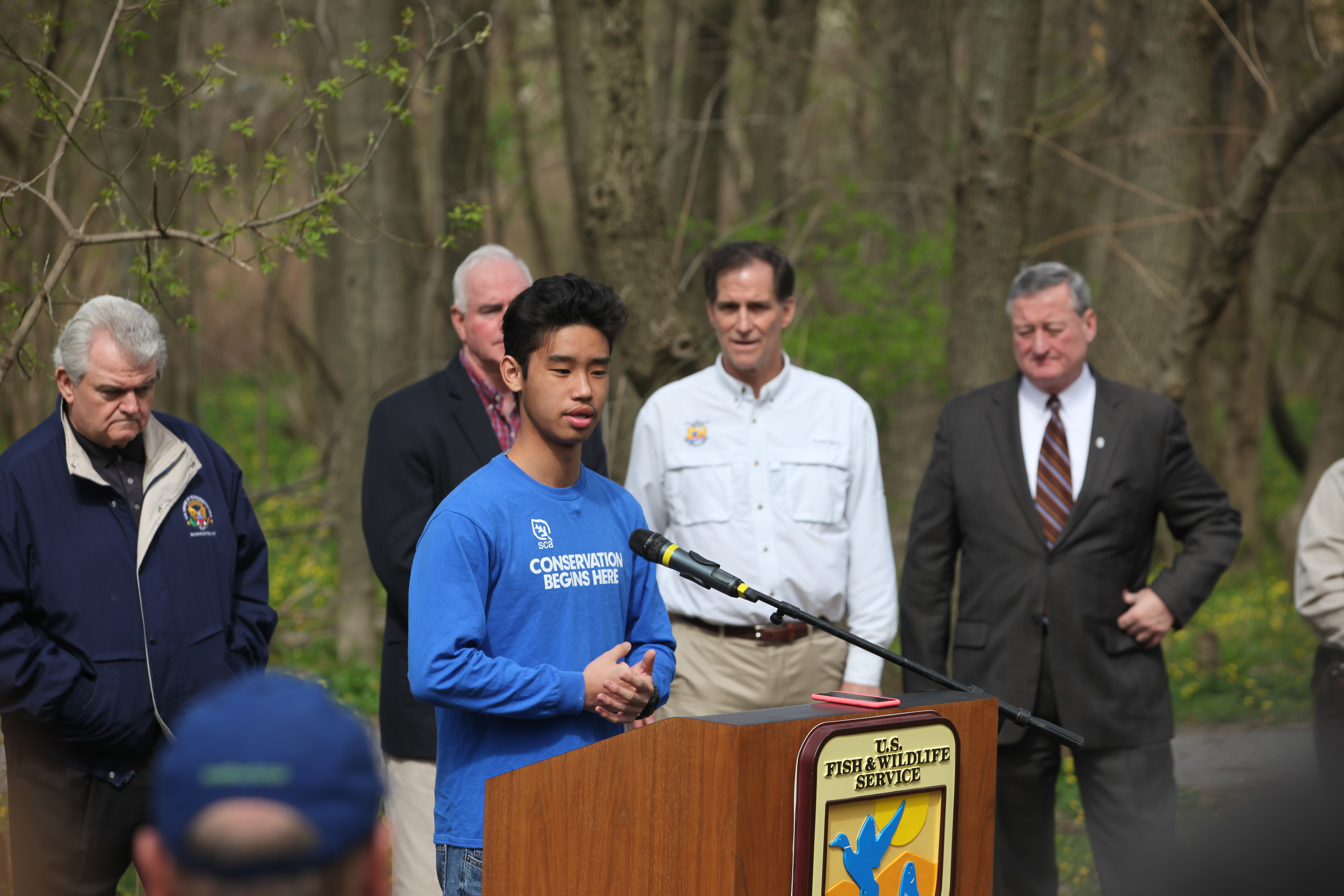
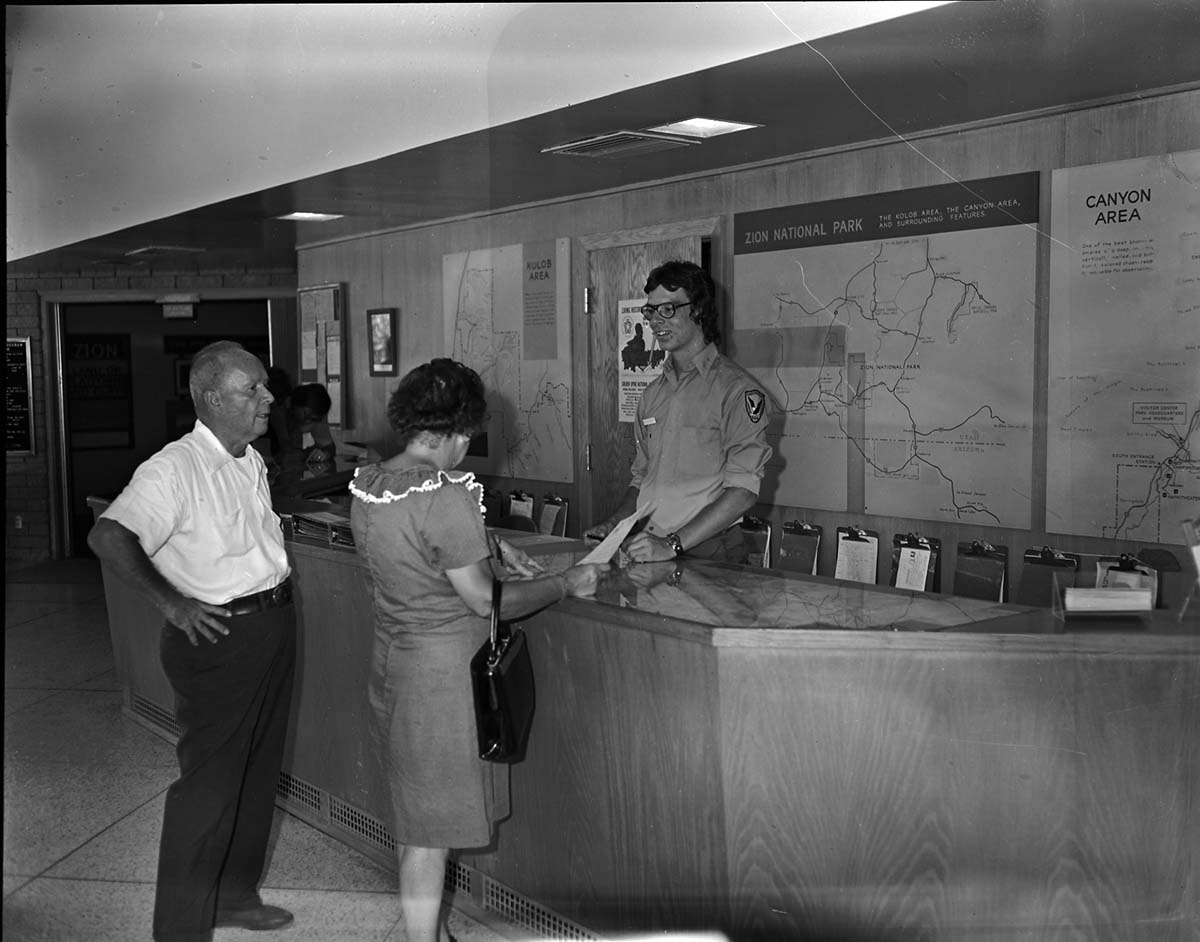
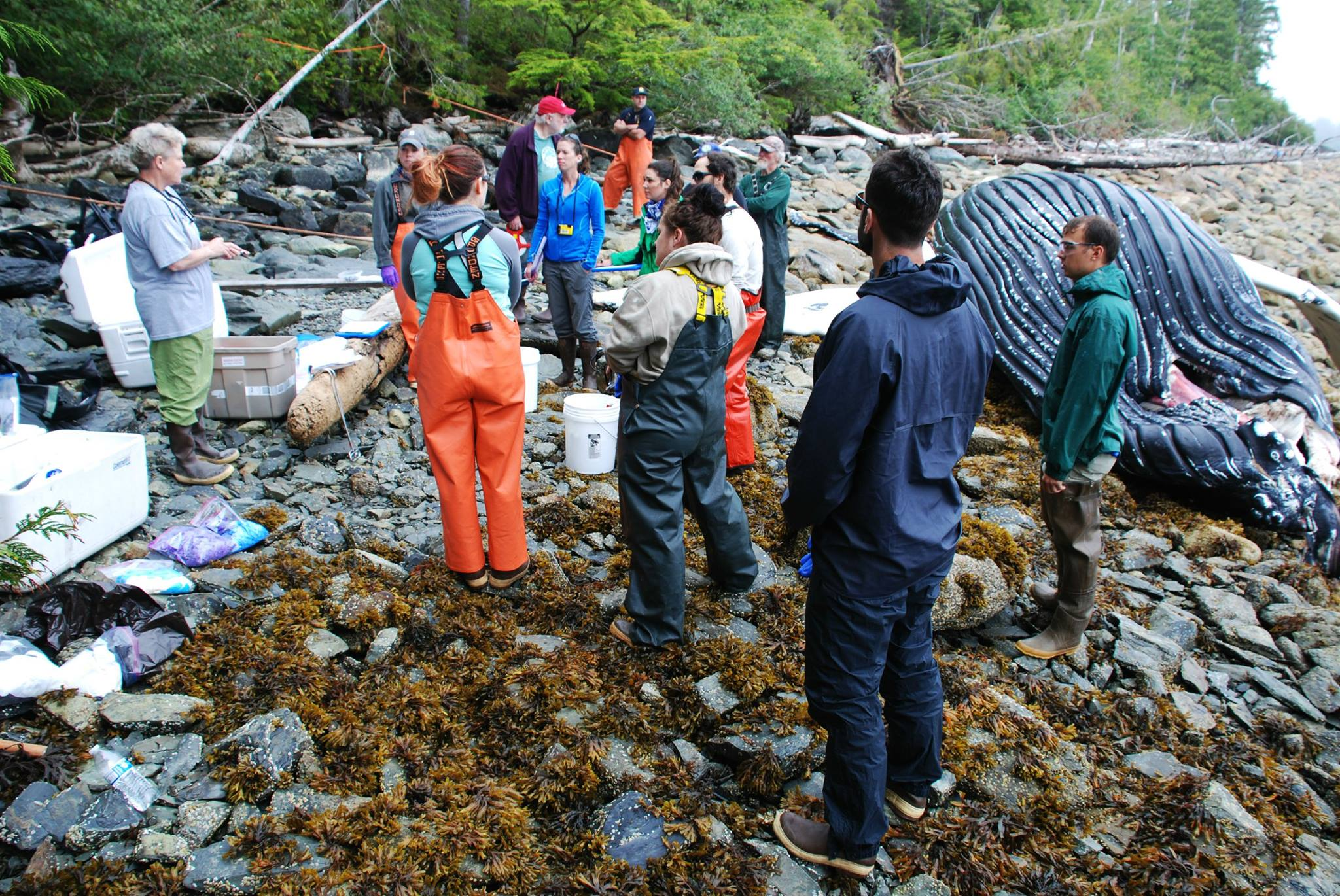
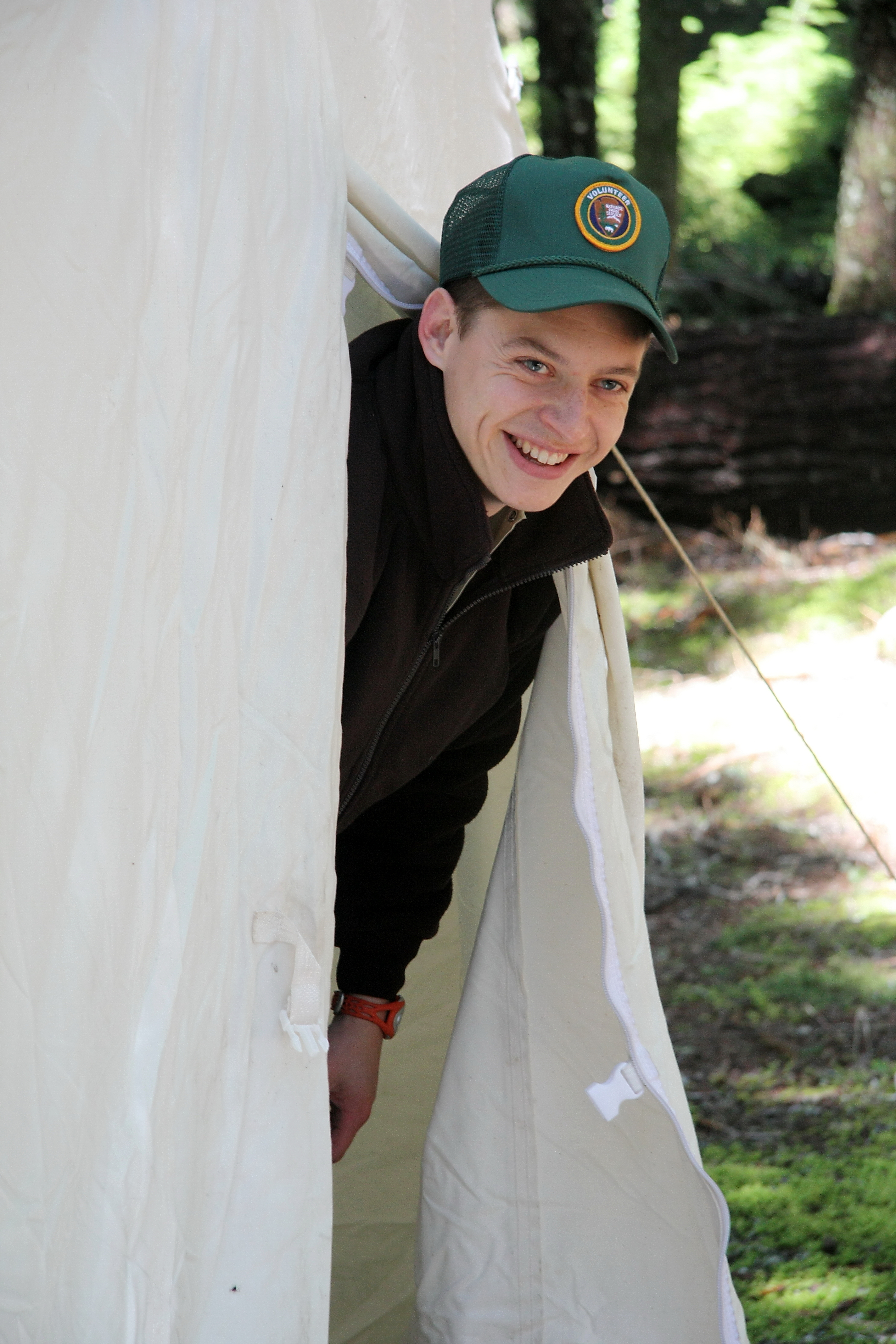
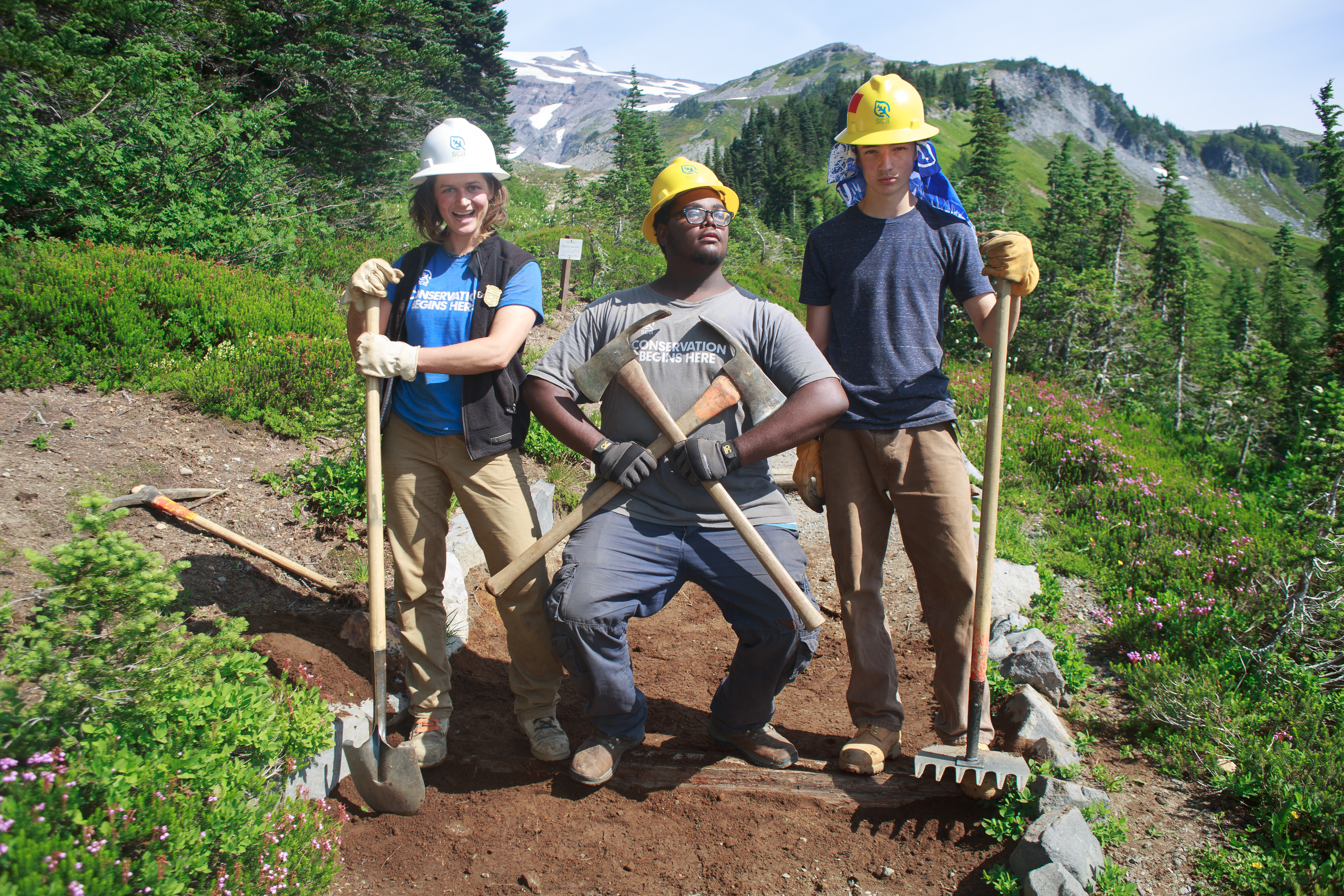
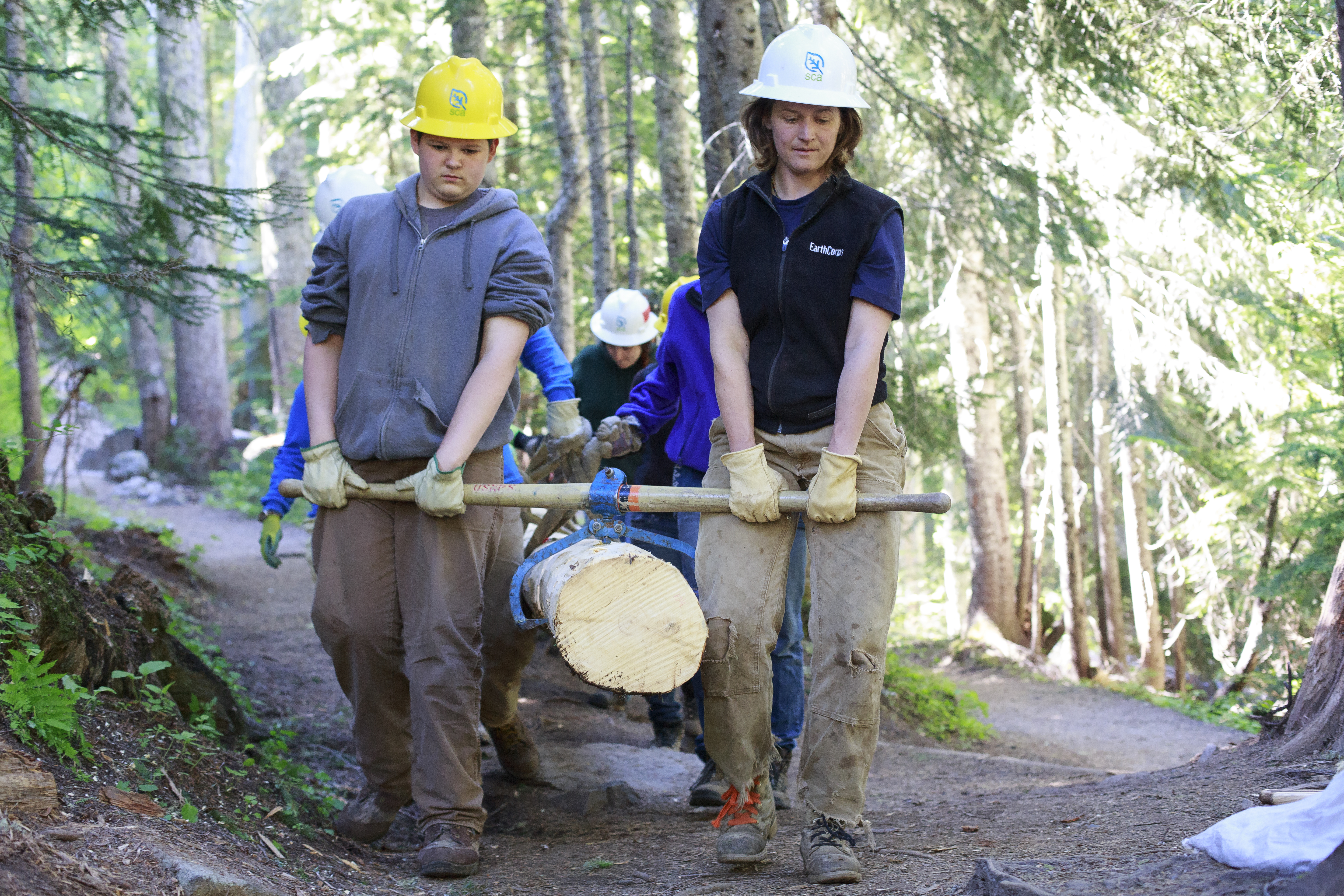
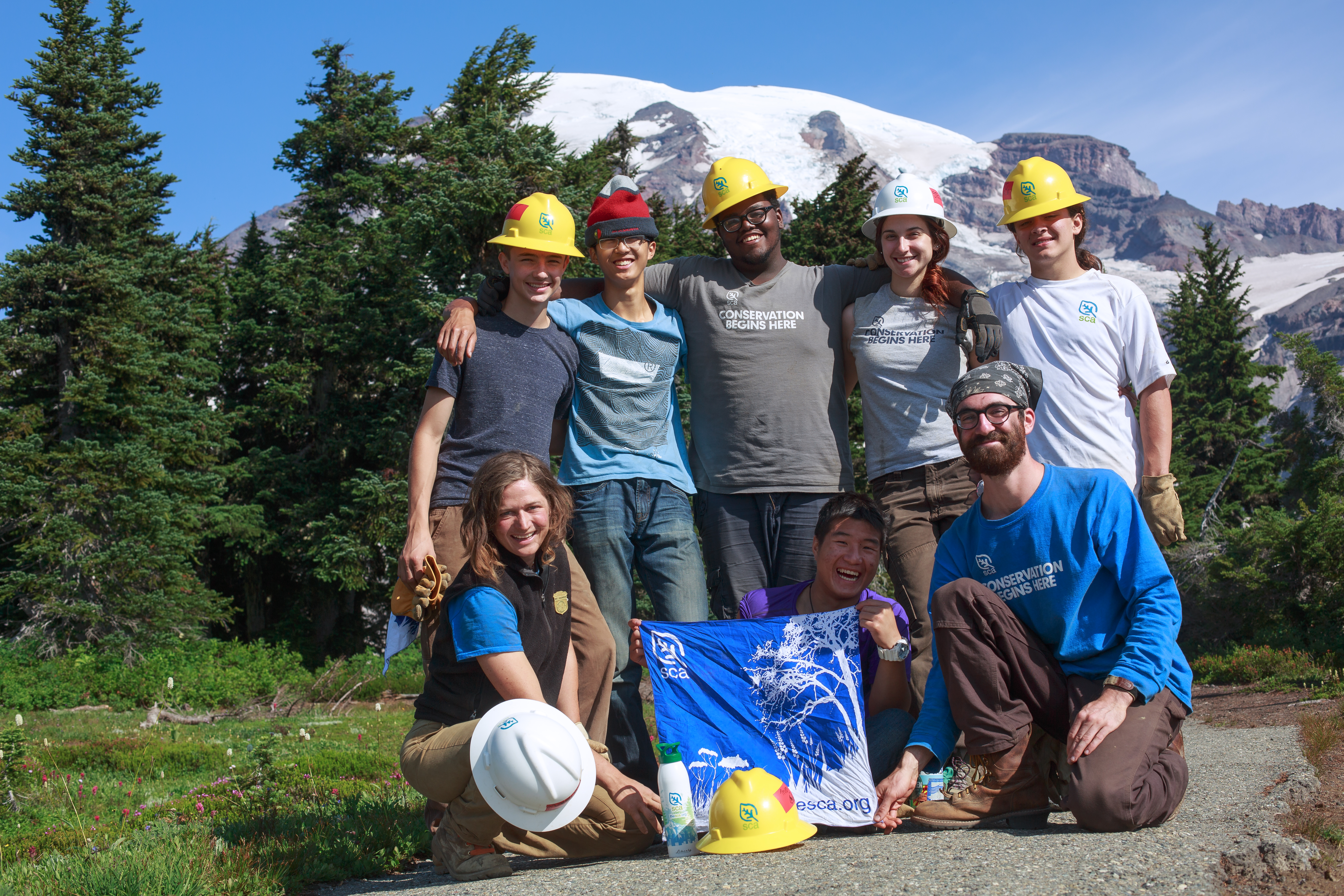
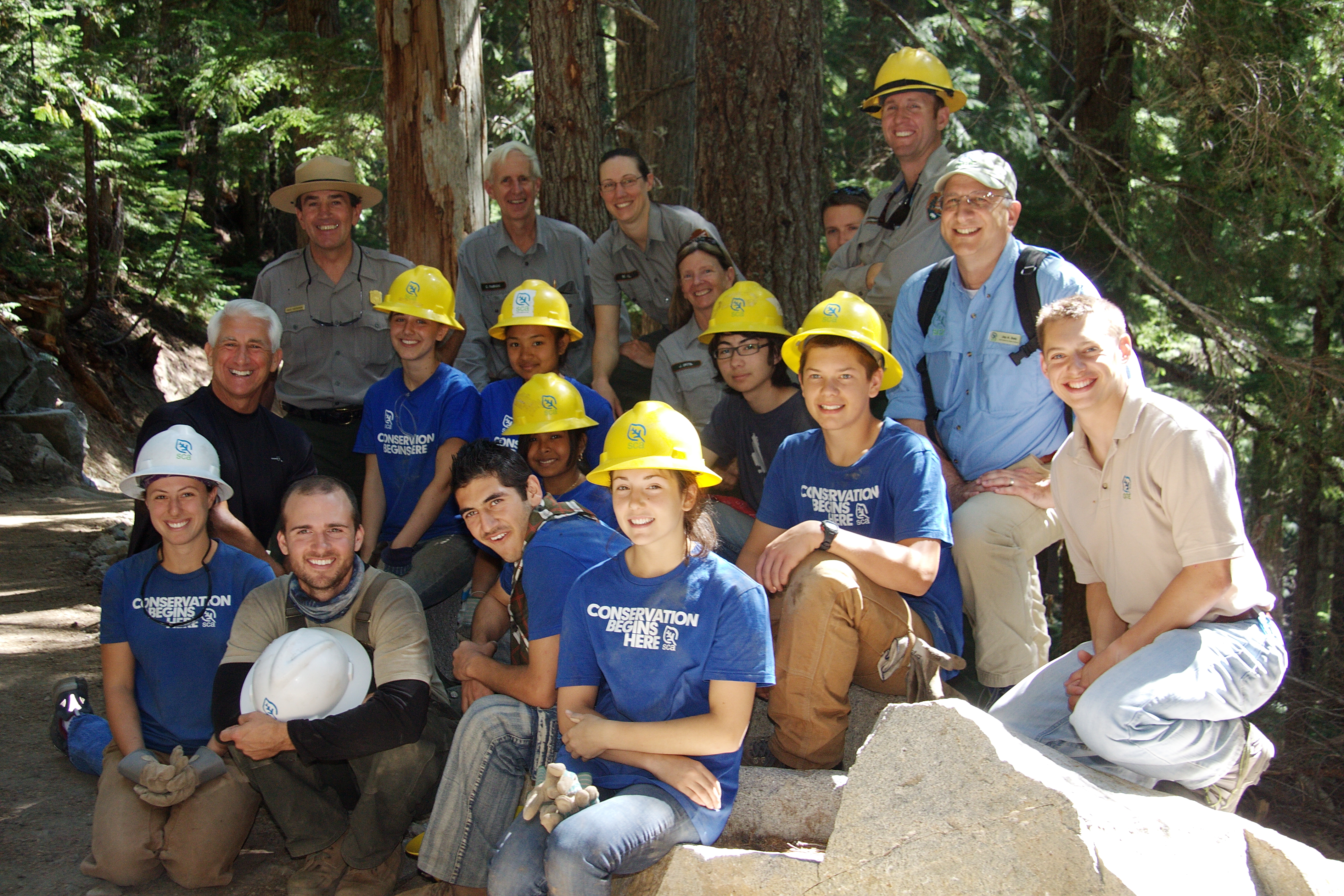
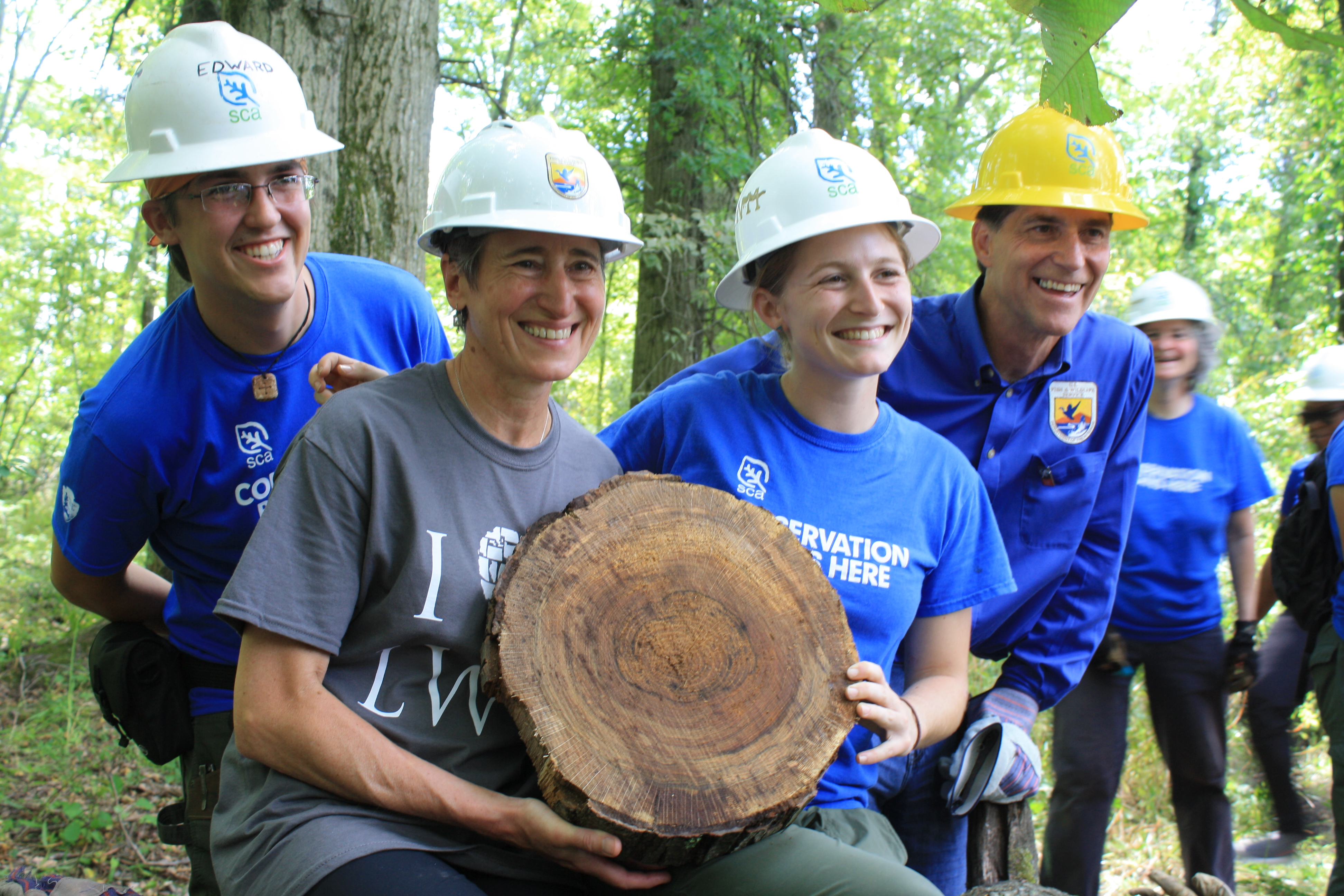
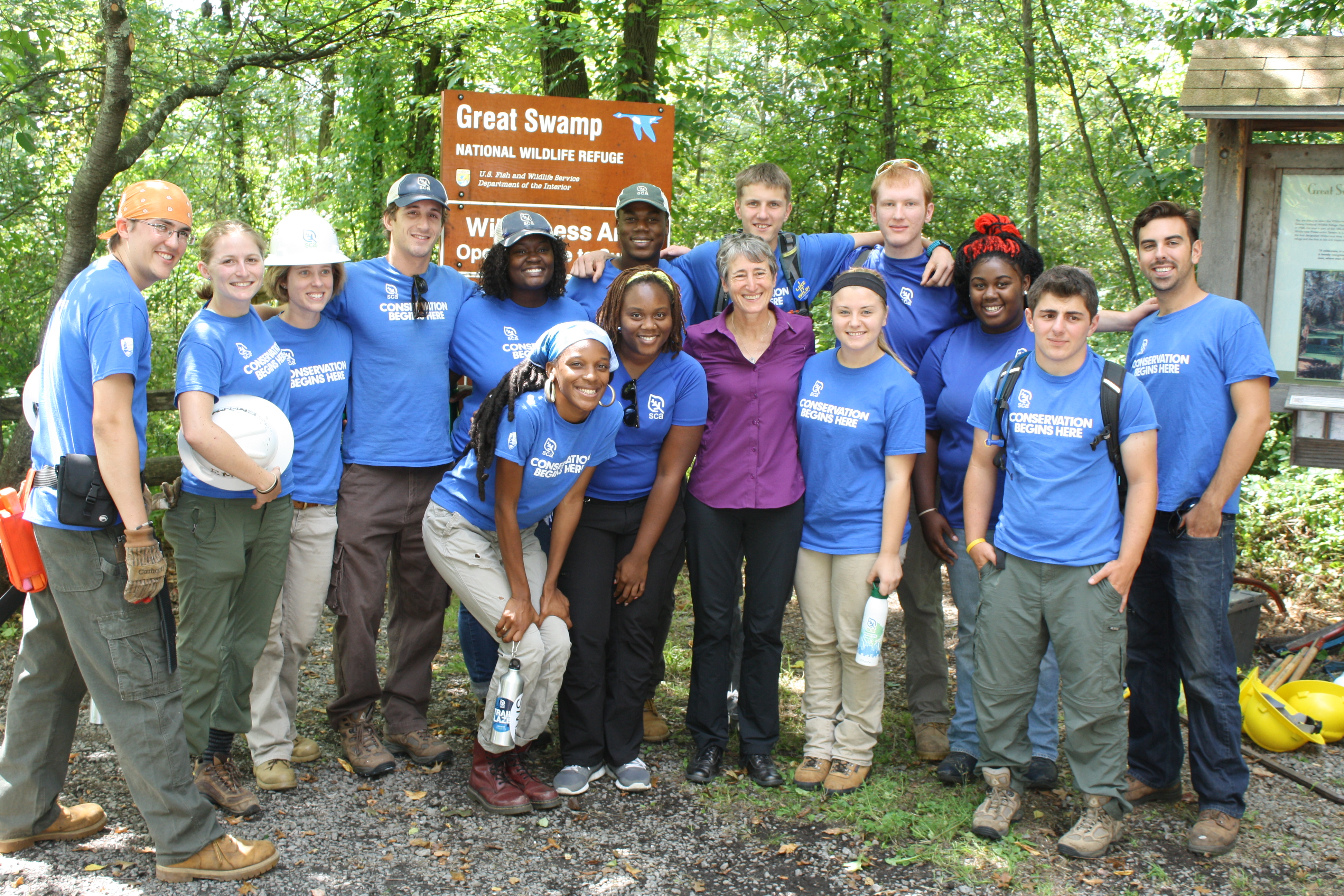
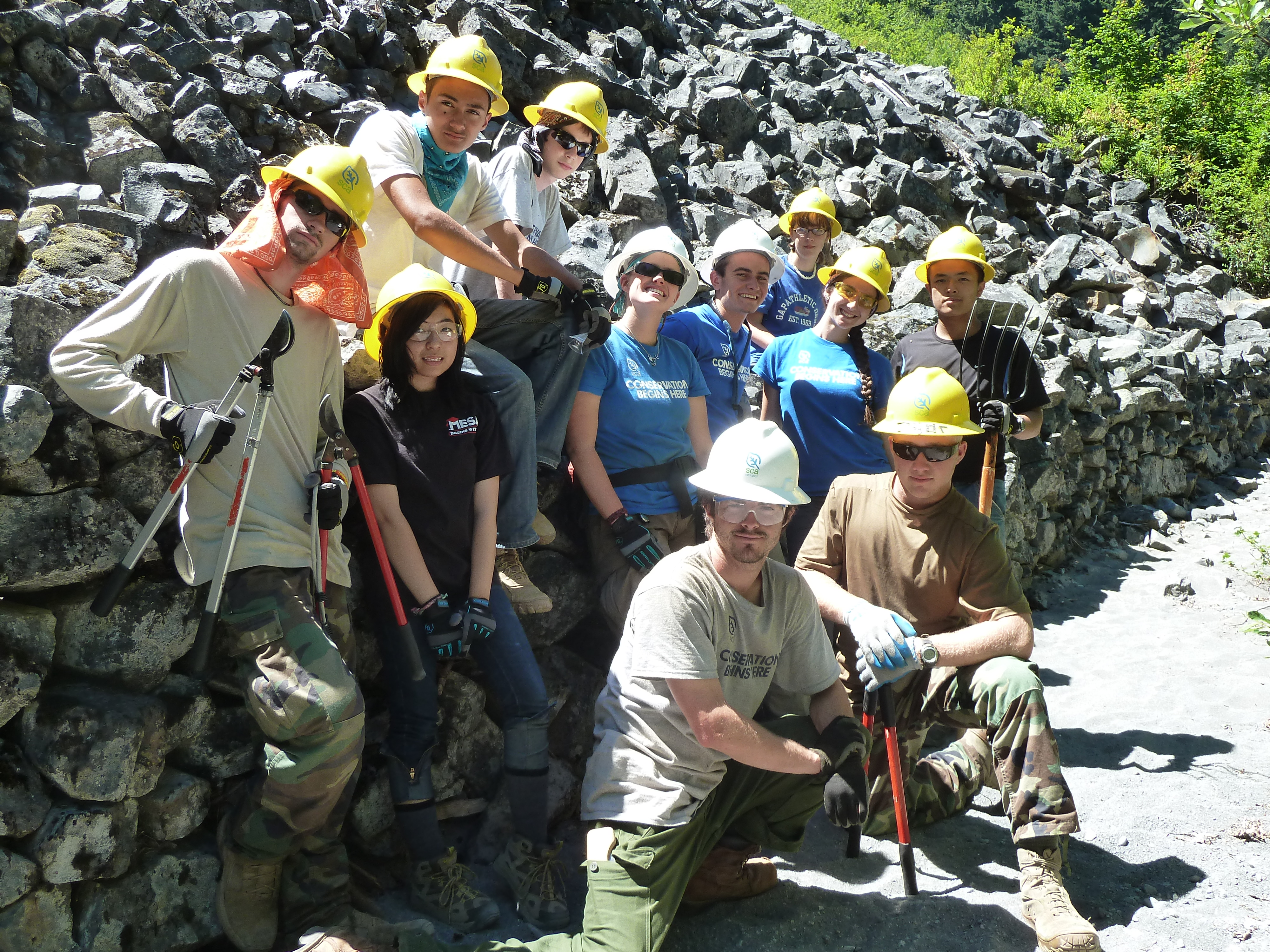
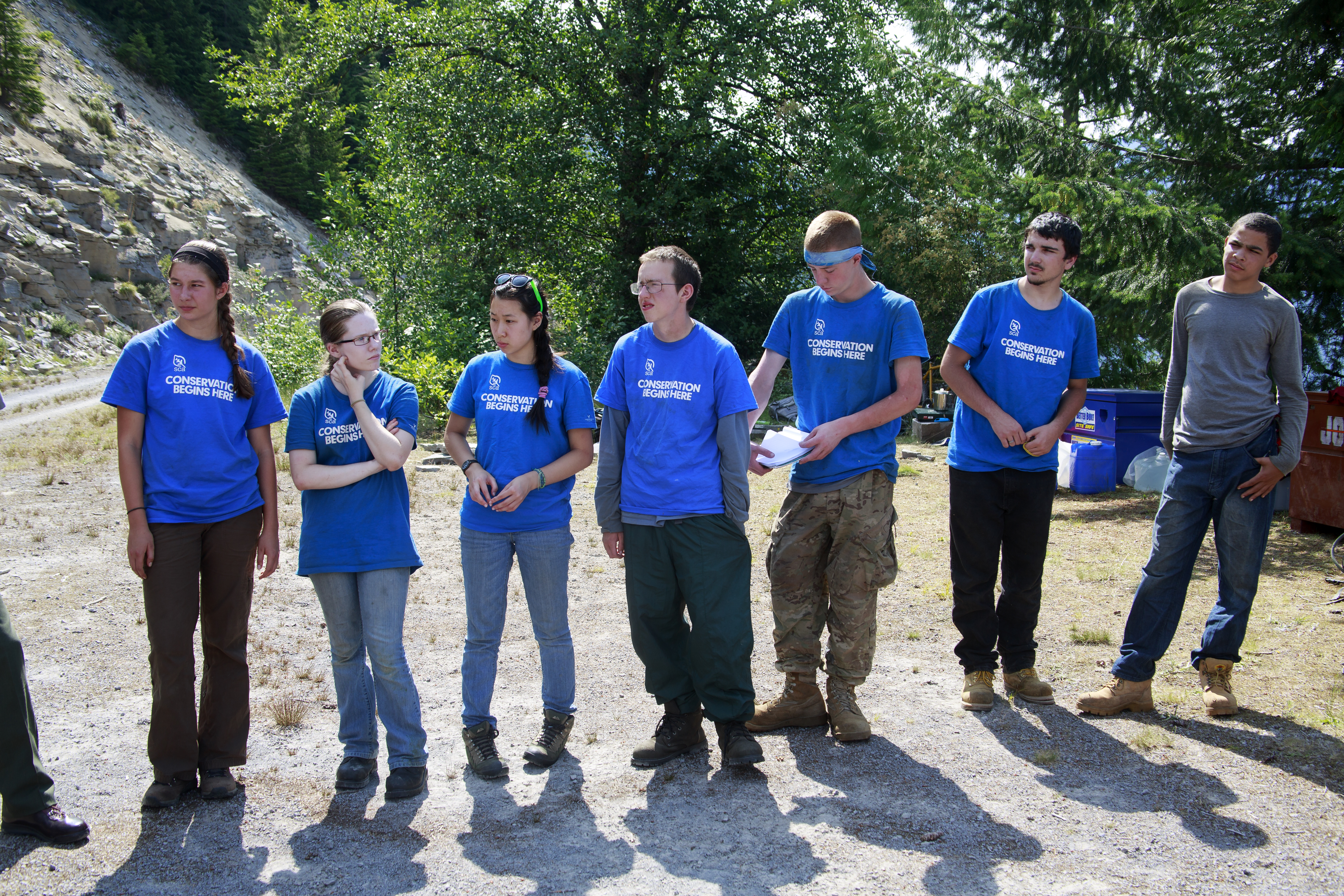
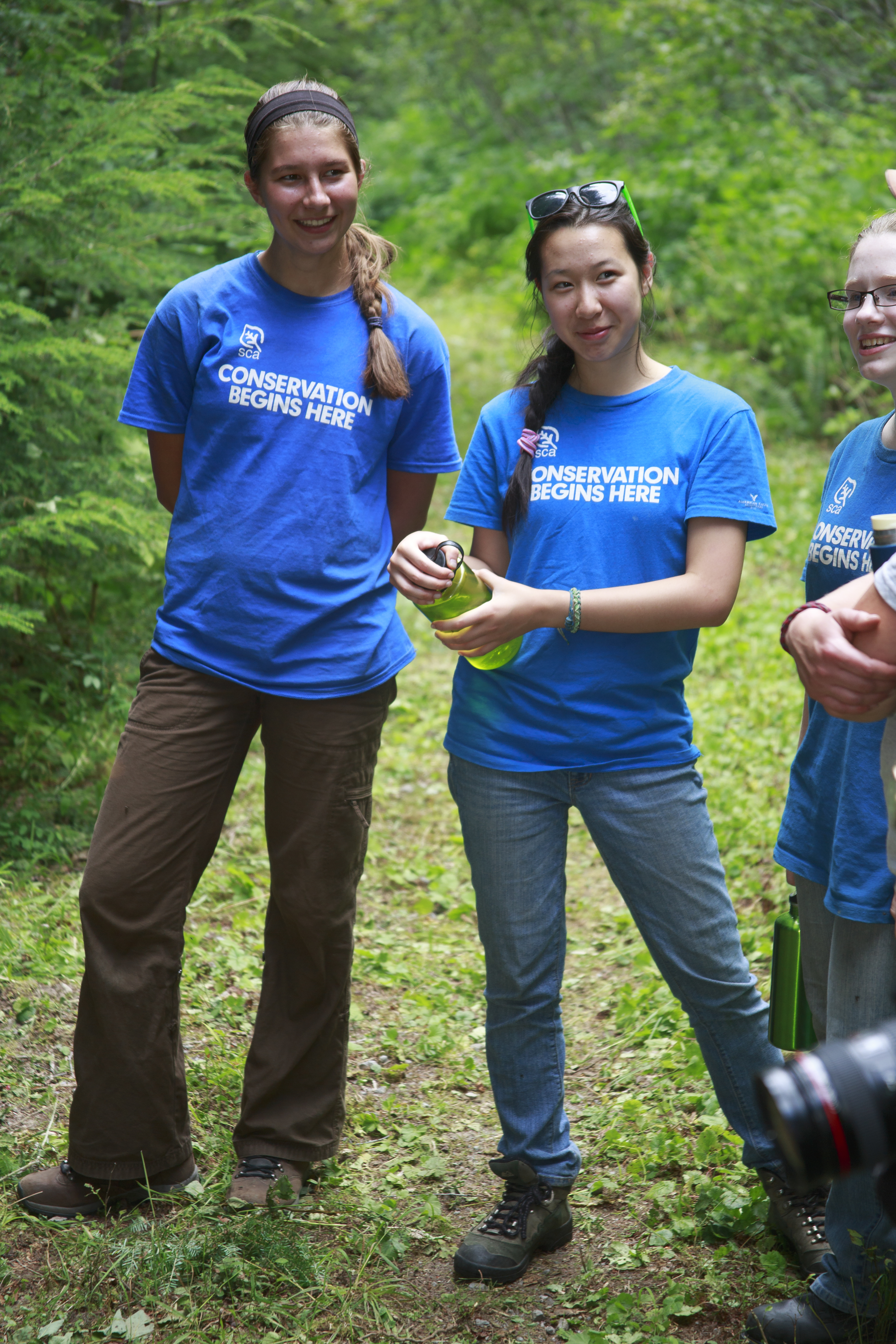
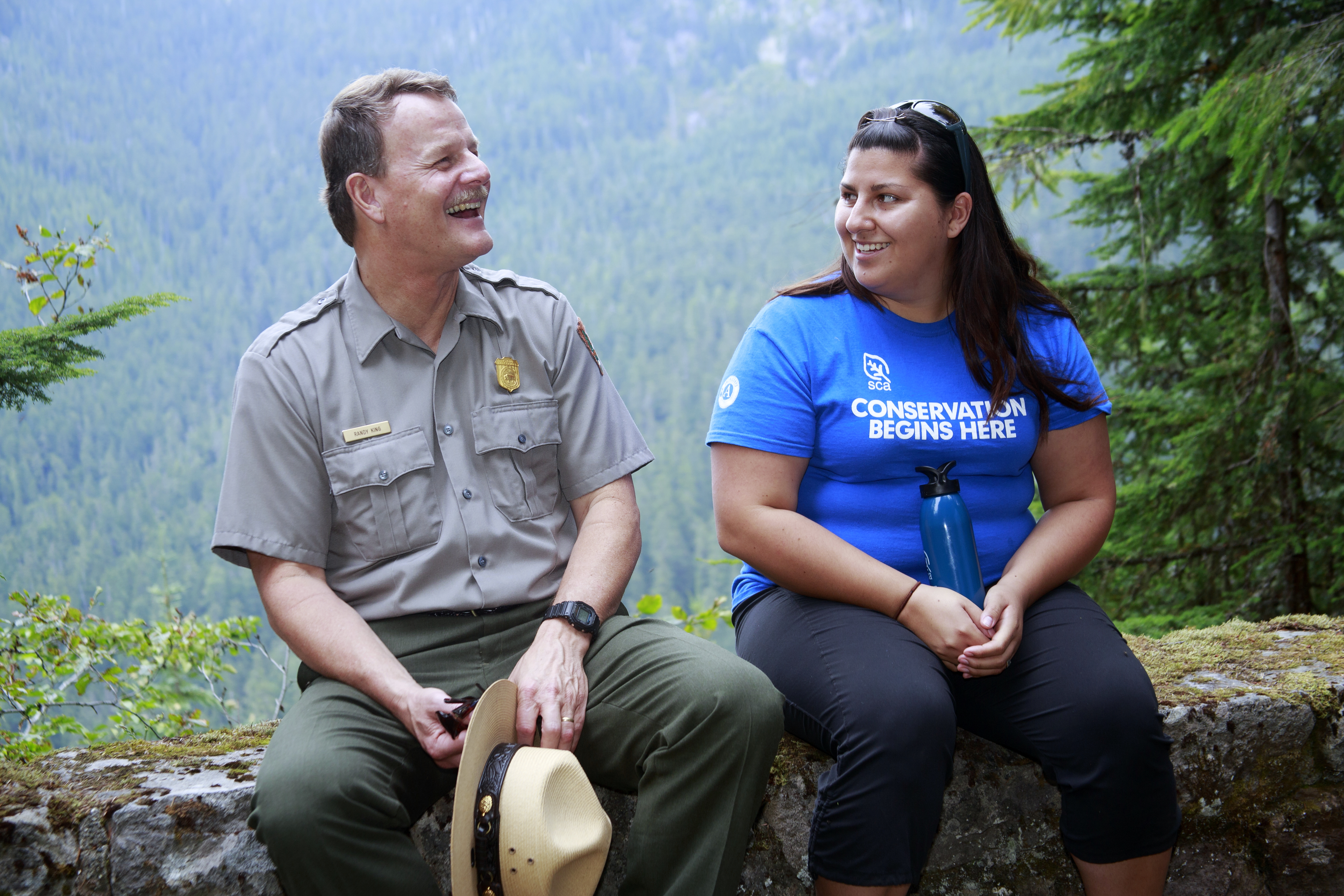
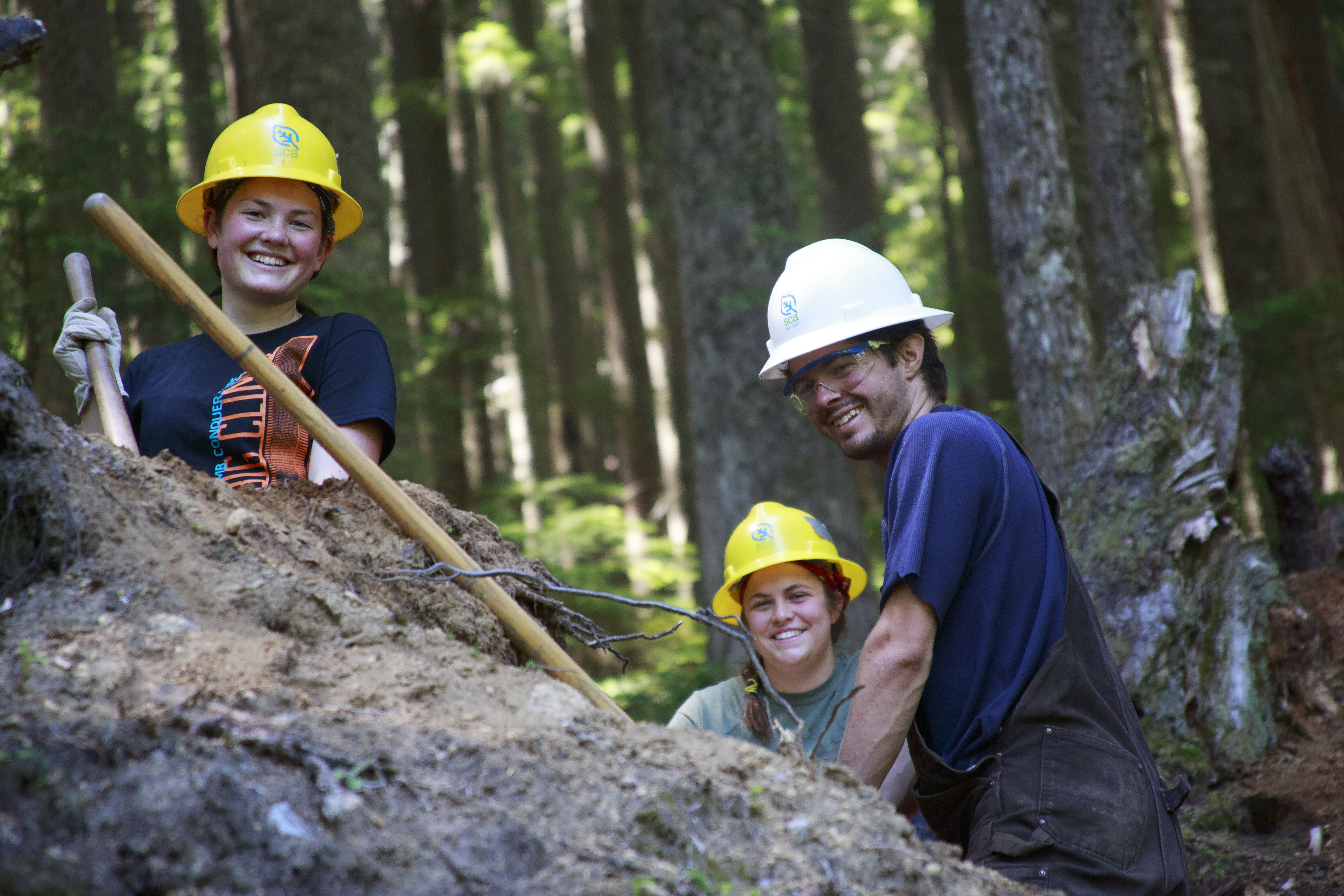
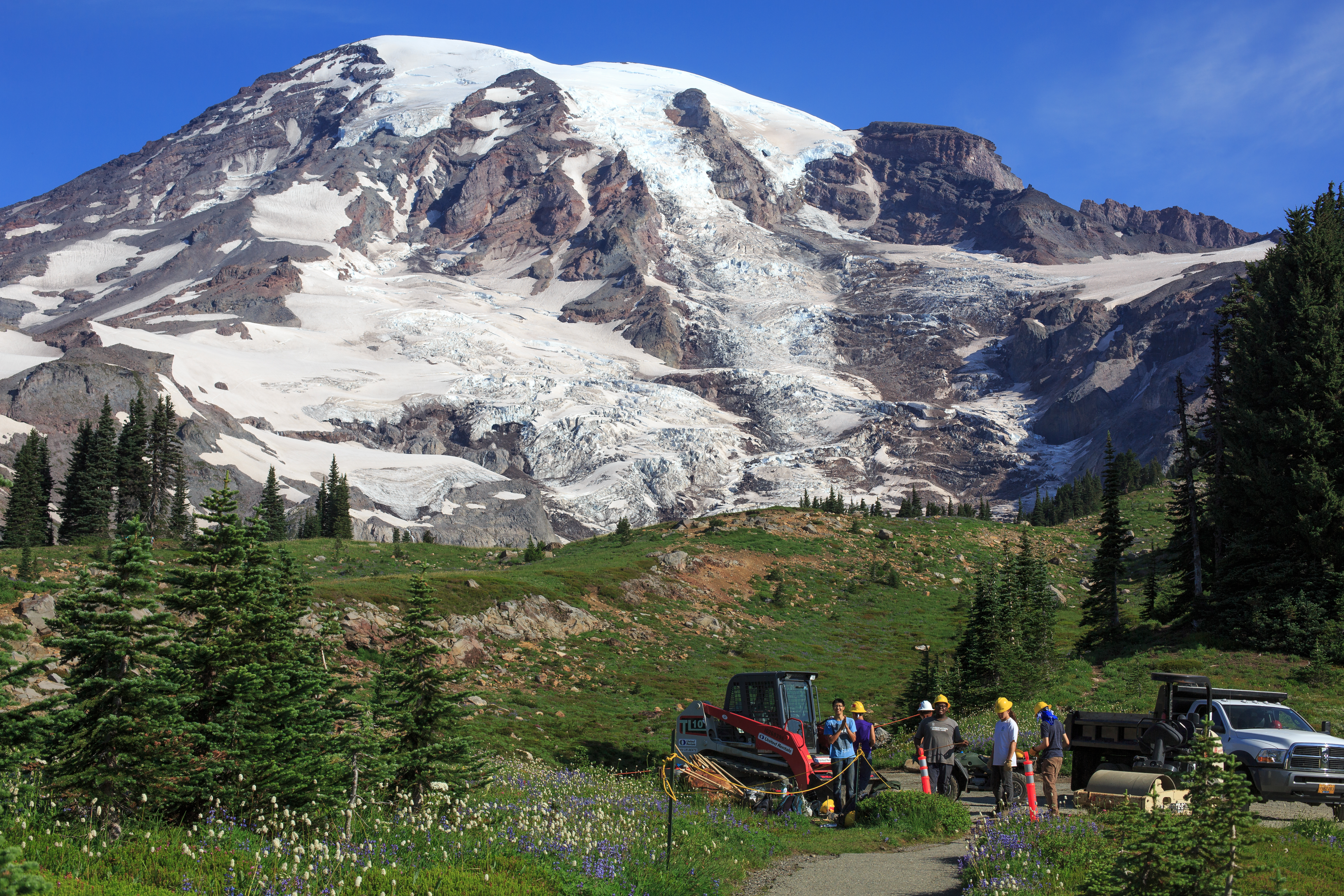
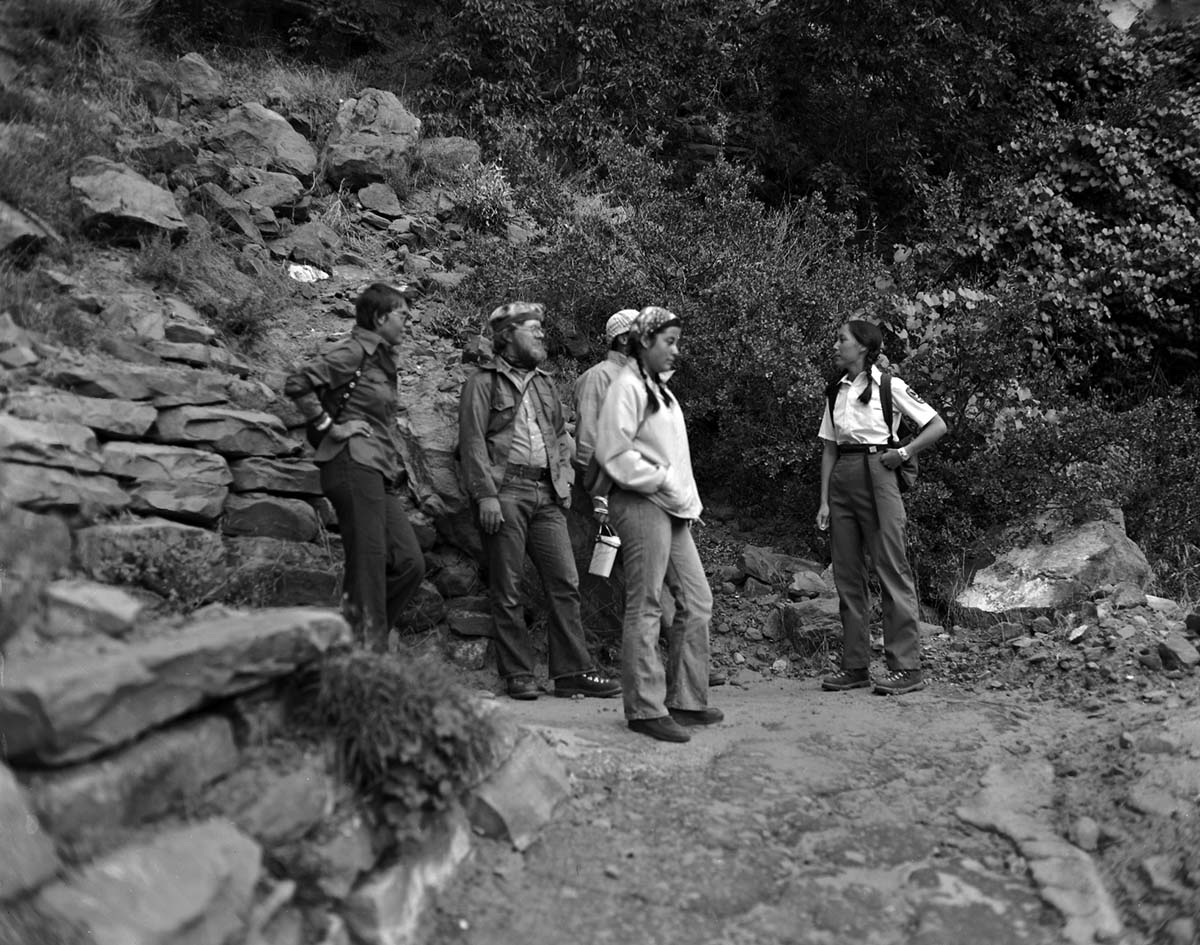
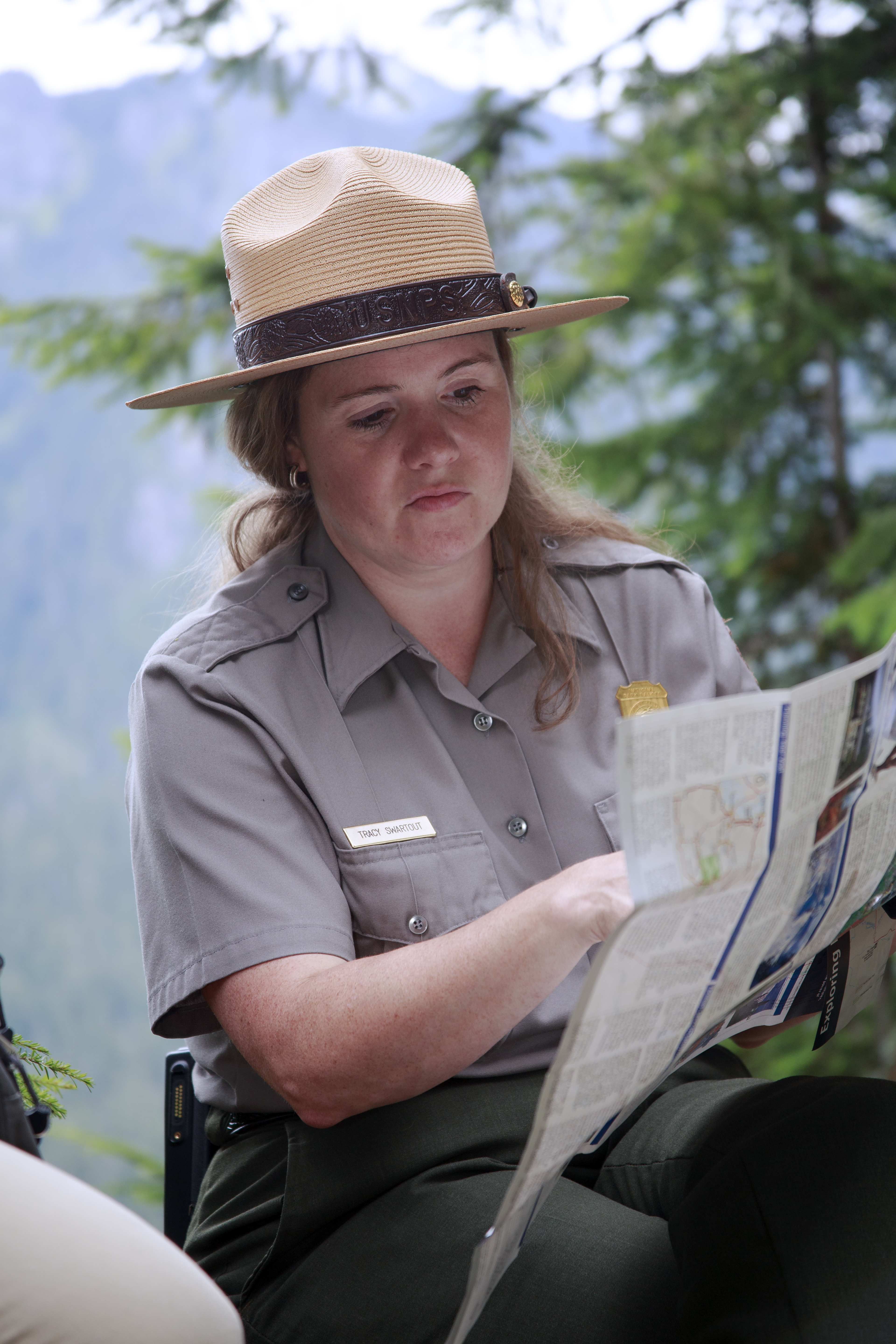